# Kolby Kirke

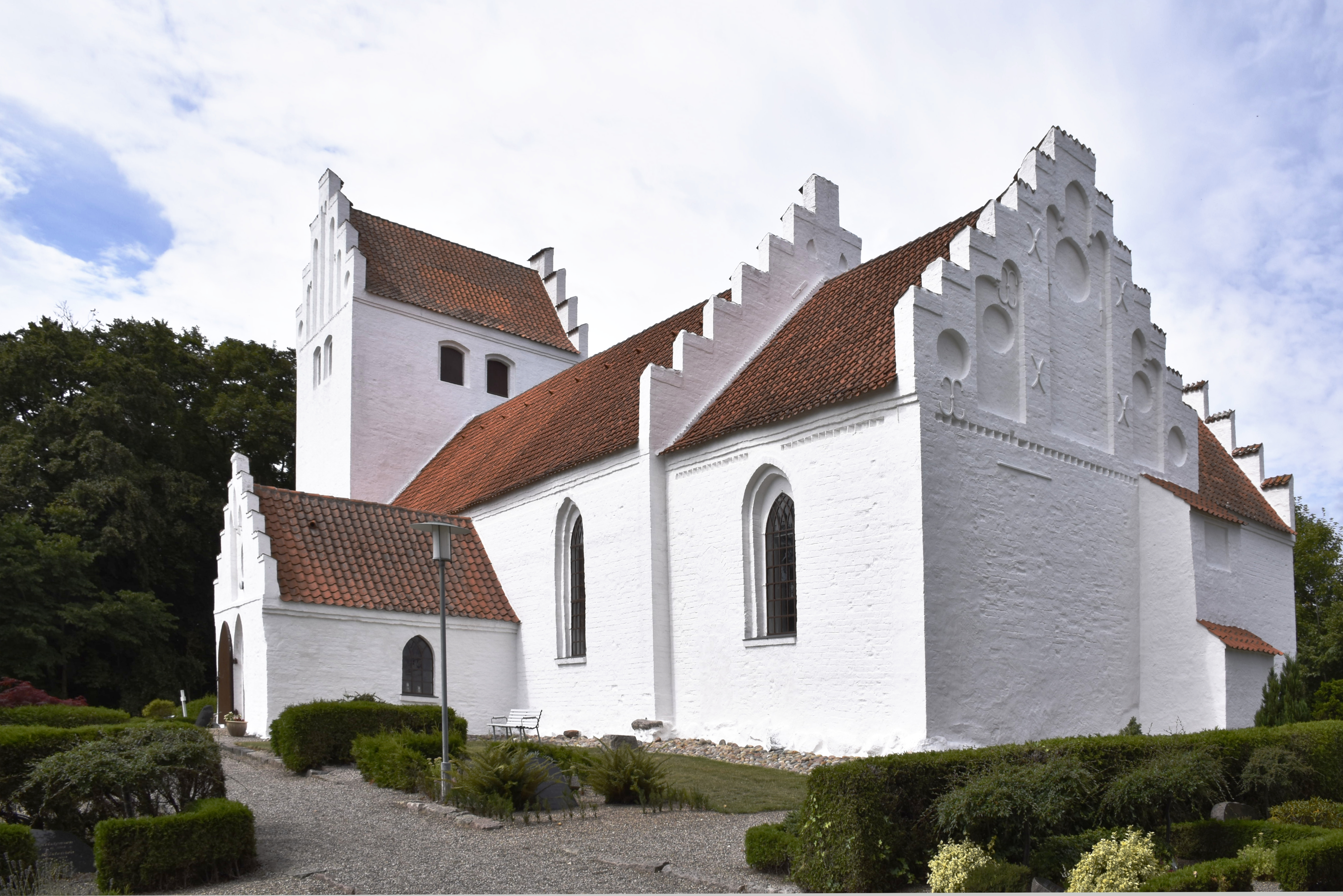
Kolby Kirke von Südosten

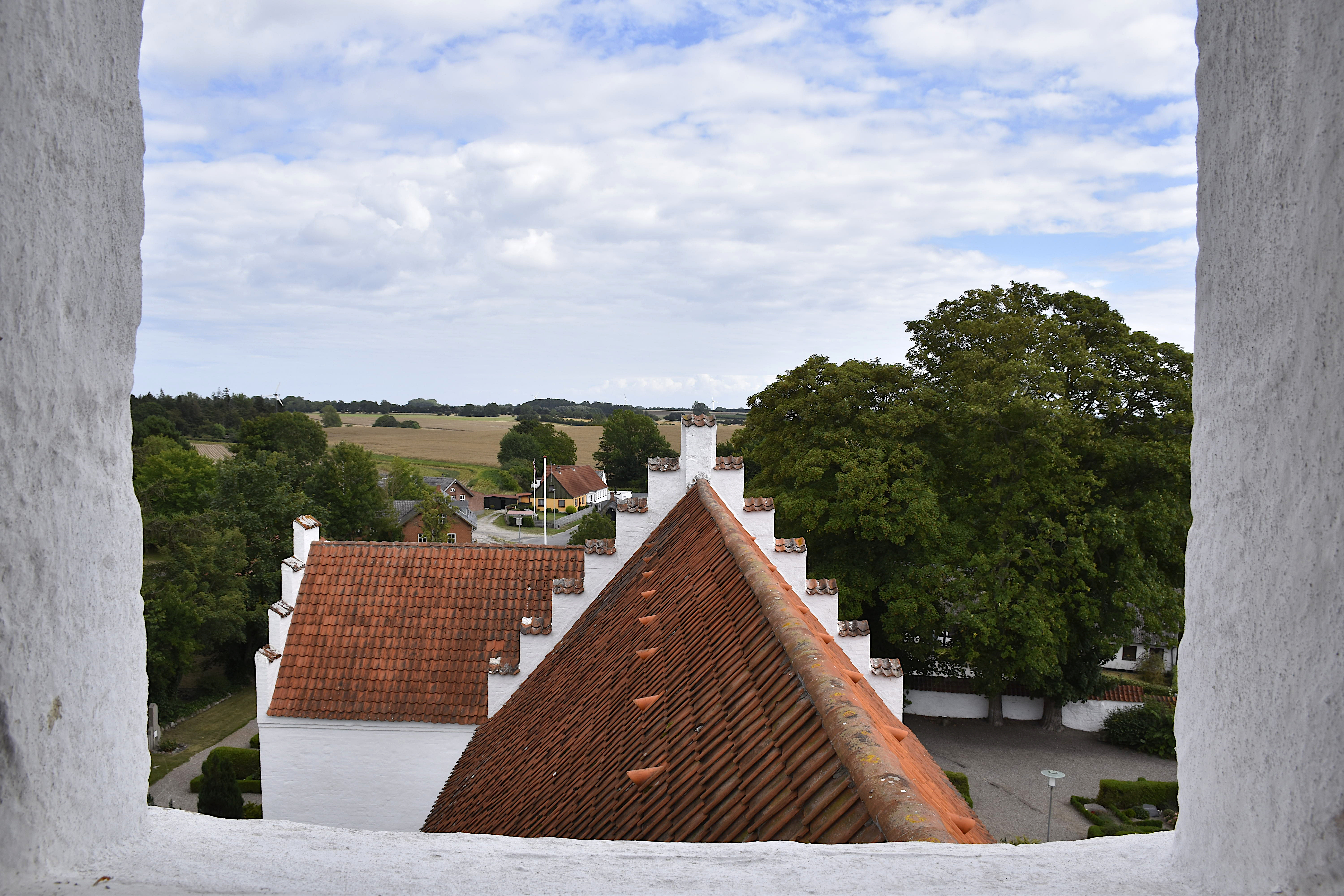
Blick vom Turm über das Kirchenschiff

Kolby Kirke ist die evangelisch-lutherische Kirche der Ortschaft Kolby im Kirchspiel Samsø Sogn auf der Insel Samsø, Dänemark. Die weiß gestrichene, romanisch-gotische Kirche liegt auf einem Hügel am nördlichen Rand von Kolby.

## Geschichte

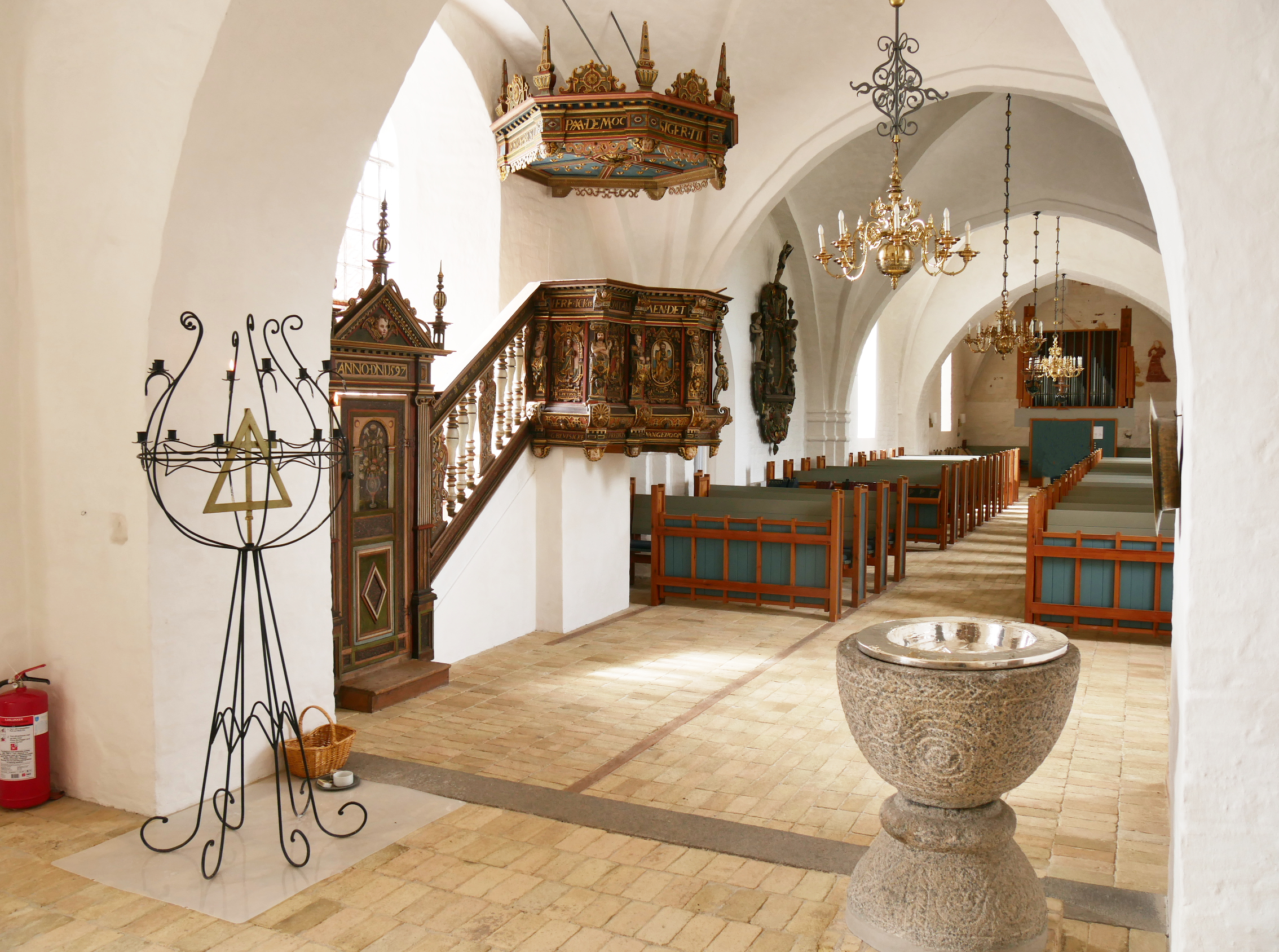
Blick vom Chor in das Kirchenschiff

Die Kirche wurde im 13. Jahrhundert erbaut, im späteren Mittelalter wurde der Chor durch einen größeren ersetzt und die Kirche später durch Anbauten erweitert. Die verschiedenen Bauphasen zeigen sich vor allem an den Fundamenten und den unterschiedlichen Größen der darin befindlichen Steine. An der Nordseite sind eine Fensternische, Spuren einer spätromanischen Treppe und ein Fester ebenfalls aus der Erbauungszeit zu sehen. Die ursprüngliche Kirche war etwa halb so große wie die heutige und befand sich in deren nordöstlichem Teil. Das Gewölbe wurde um 1475 eingezogen und ersetzte die romanische Balkendecke. Die Vorhalle ist wahrscheinlich im 16. Jahrhundert entstanden, ebenso Turm und Sakristei. Das Gebäude wurde weitestgehend aus Backsteinen im Klosterformat gebaut. Turm und Schiff sind mit Treppengiebeln geschmückt.

## Kalkmalereien
Nach mehreren erfolglosen Suchen nach Fresken wurden die heute sichtbaren bei Restaurierungen in den 1960er-Jahren gefunden und aufgedeckt.
Das Fresko am Westgiebel des Turms zeigt den Heiligen Georg mit dem Drachen und der Cleodolinde, die von ihm aus der Gefangenschaft des Drachens befreit wird. Auffällig ist der kleine Heilige im Vergleich zum großen, mit einem Federbusch geschmückten Pferd und der deutlich größeren Cleodolinde.
In der Westkappe des Turmgewölbes befindet sich ein Fresko mit einem Schild, darüber die Buchstaben ANO (wobei das N gespiegelt ist) und an den Seiten die Jahreszahlziffern 15 und 58. Darunter befindet sich ein Fries mit Buchstaben. Bei der Figur im Schild handelt es sich um ein Baumeisterzeichen.
An der Nordwand desselben Gewölbes befindet sich ein Fresko mit einem ähnlichen Schild. Sein Baumeisterzeichen im Wappen besteht aus einem Kreuz mit drei Querarmen; der mittlere und größte zeigt schräg nach unten. Oberhalb des Schildes befinden sich die Buchstaben „(?)HM“ und an den Seiten „+ S + A“. 

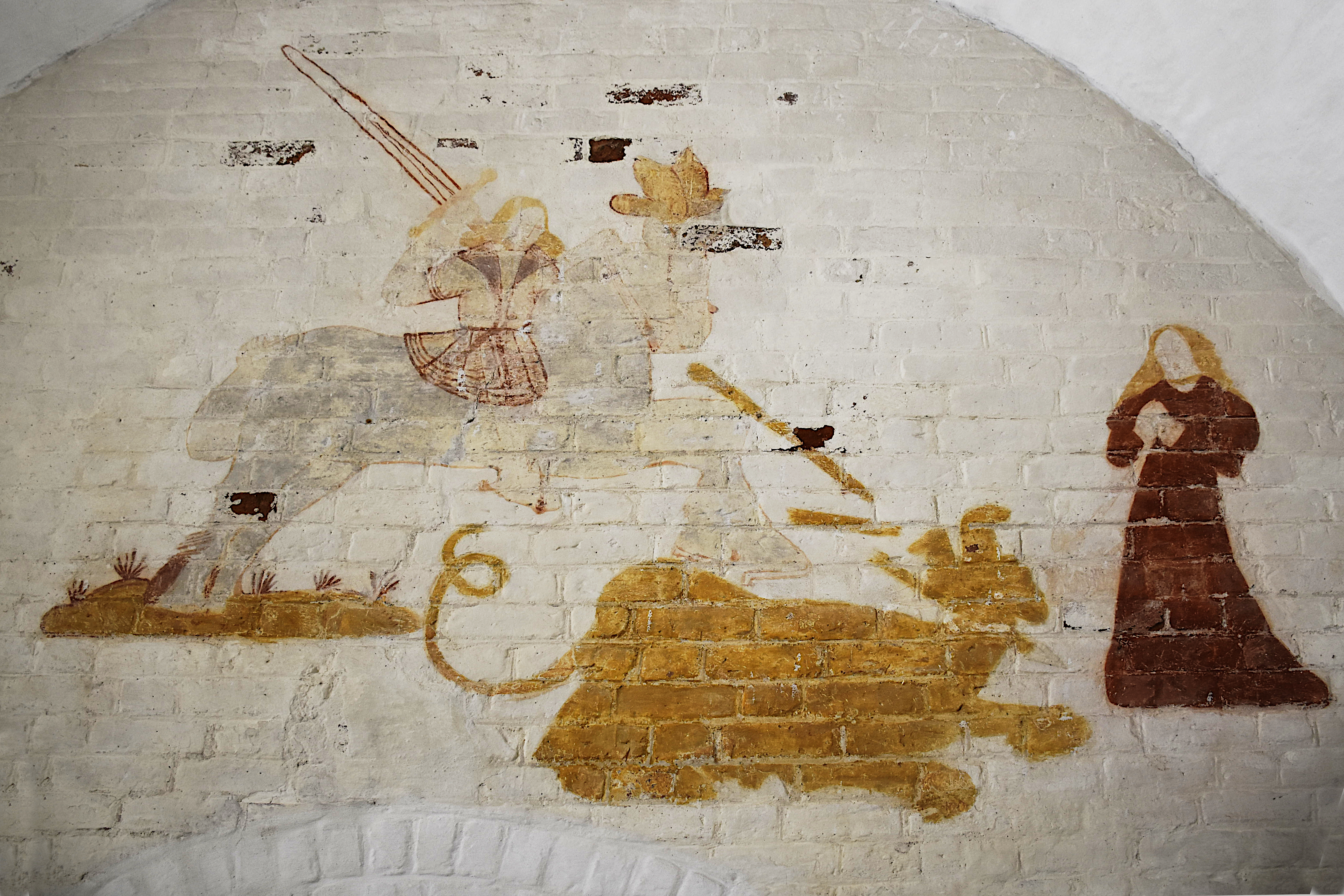
Der Heilige Georg und der Drachen
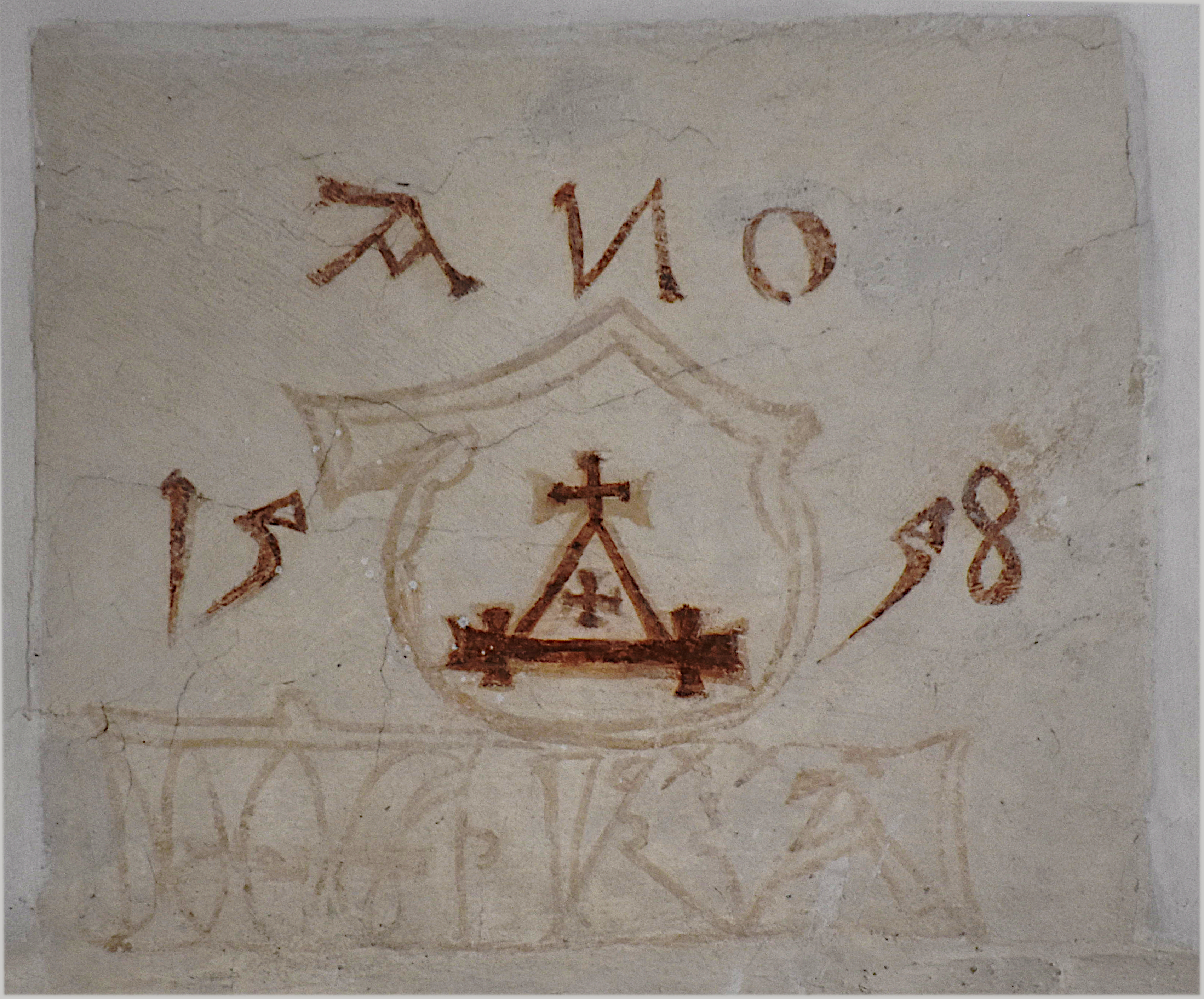
Wappenschild mit Baumeisterzeichen
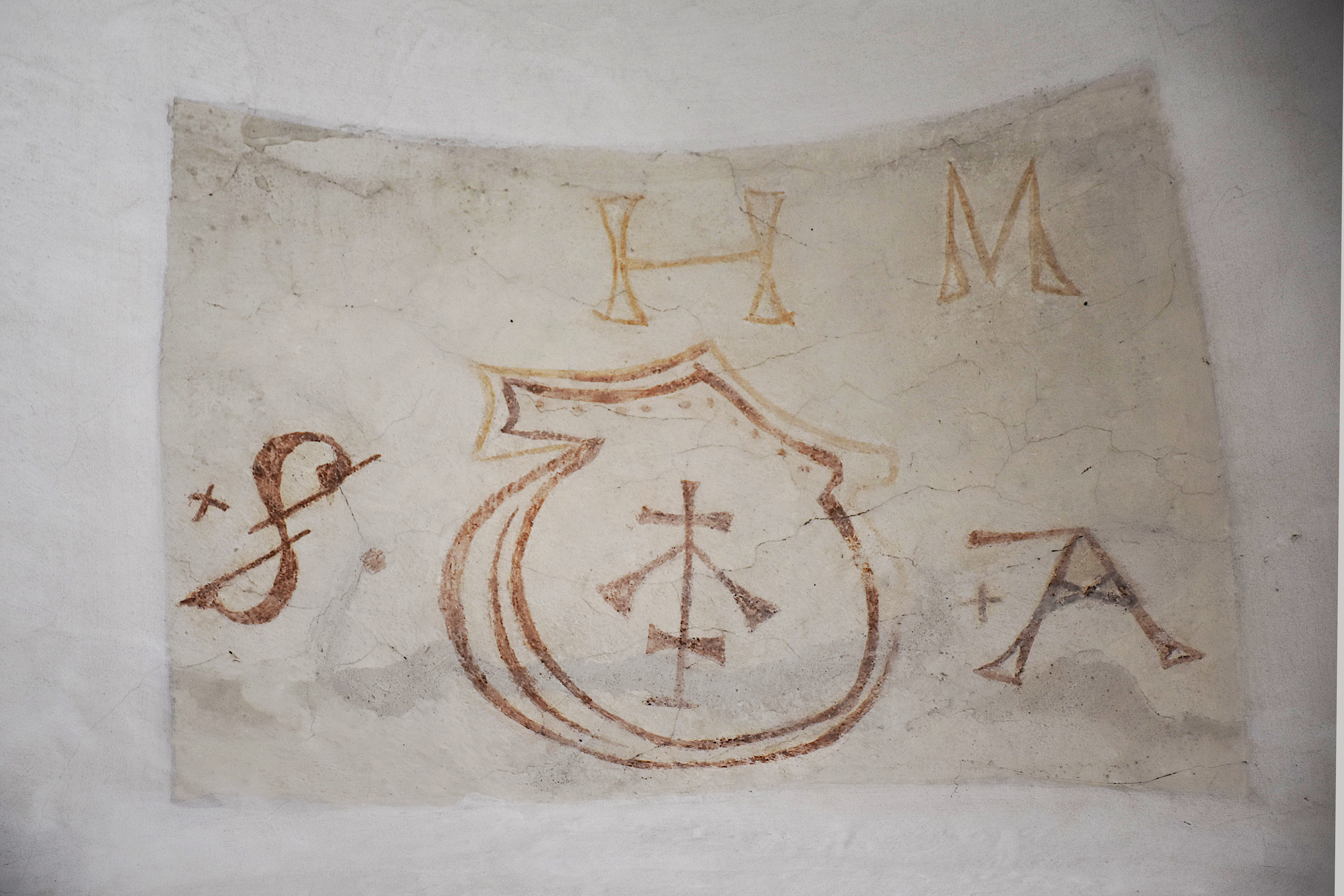
Baumeisterzeichen

## Turm und Glocken
Der Turm besitzt wie die meisten Dänischen Landkirchen einen quer zum Schiff ausgerichteten Giebel. Das Schiff ist mit einem später eingezogenen Kreuzgratgewölbe überspannt.

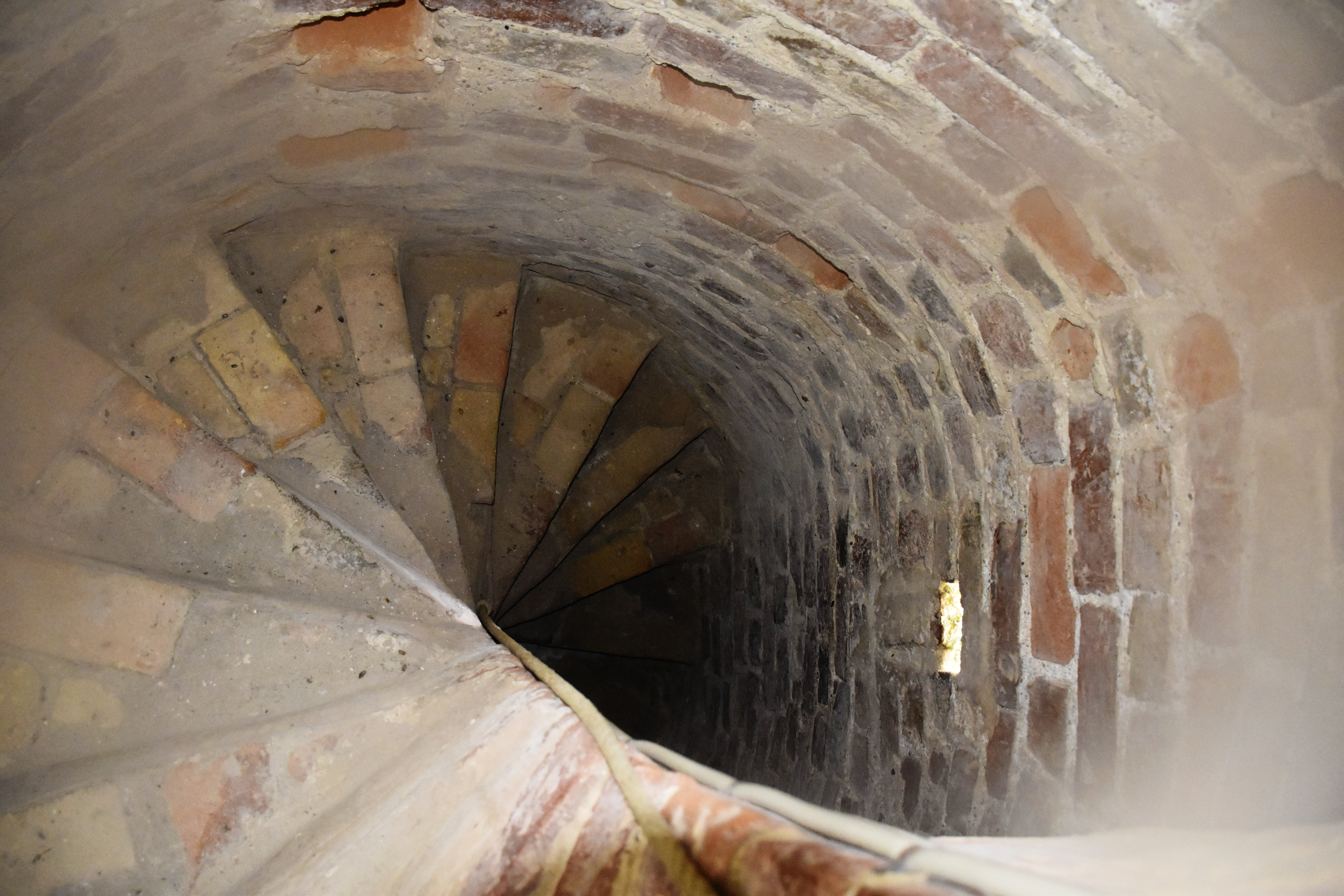
Wendeltreppe unten im Turm
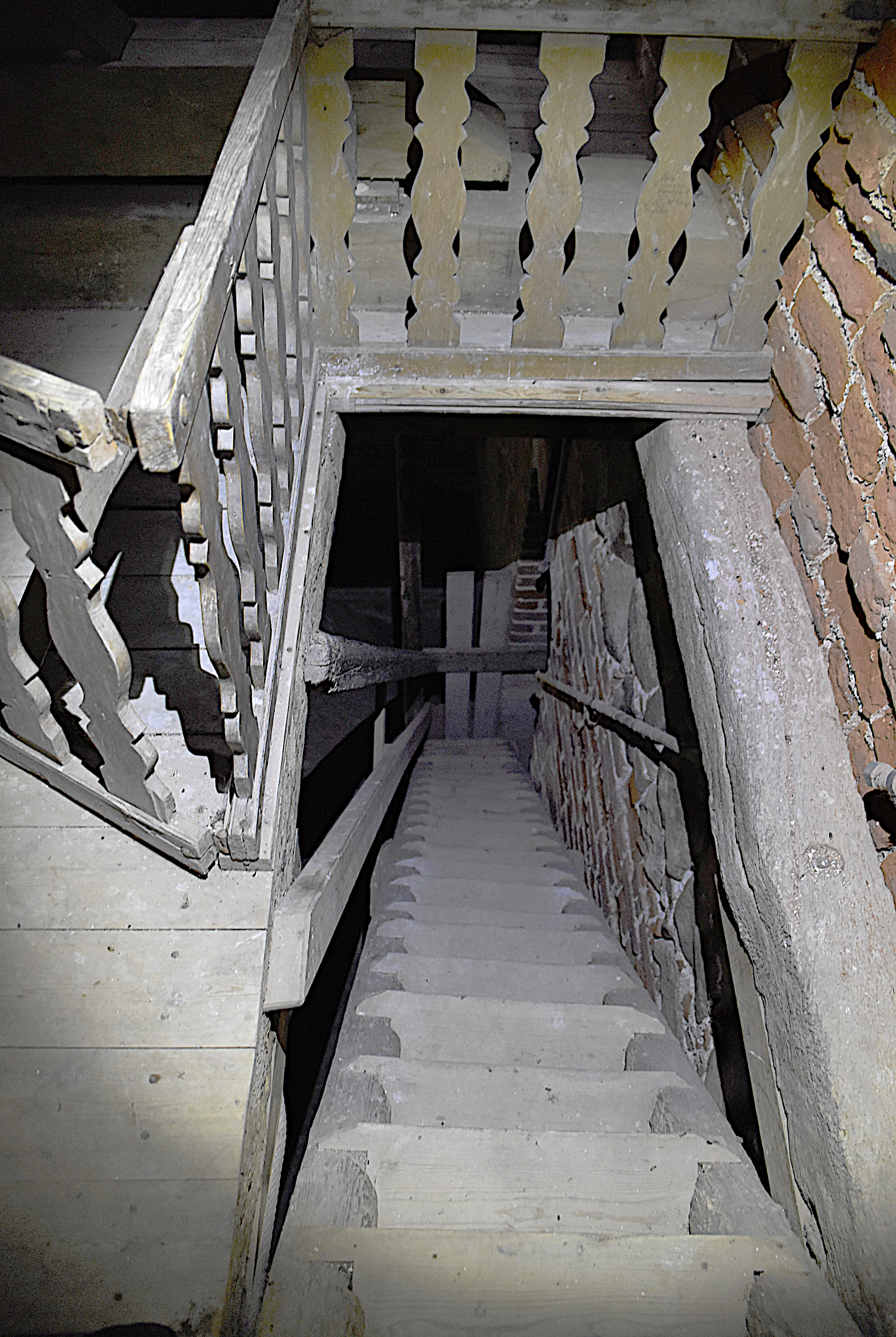
Holztreppe weiter oben
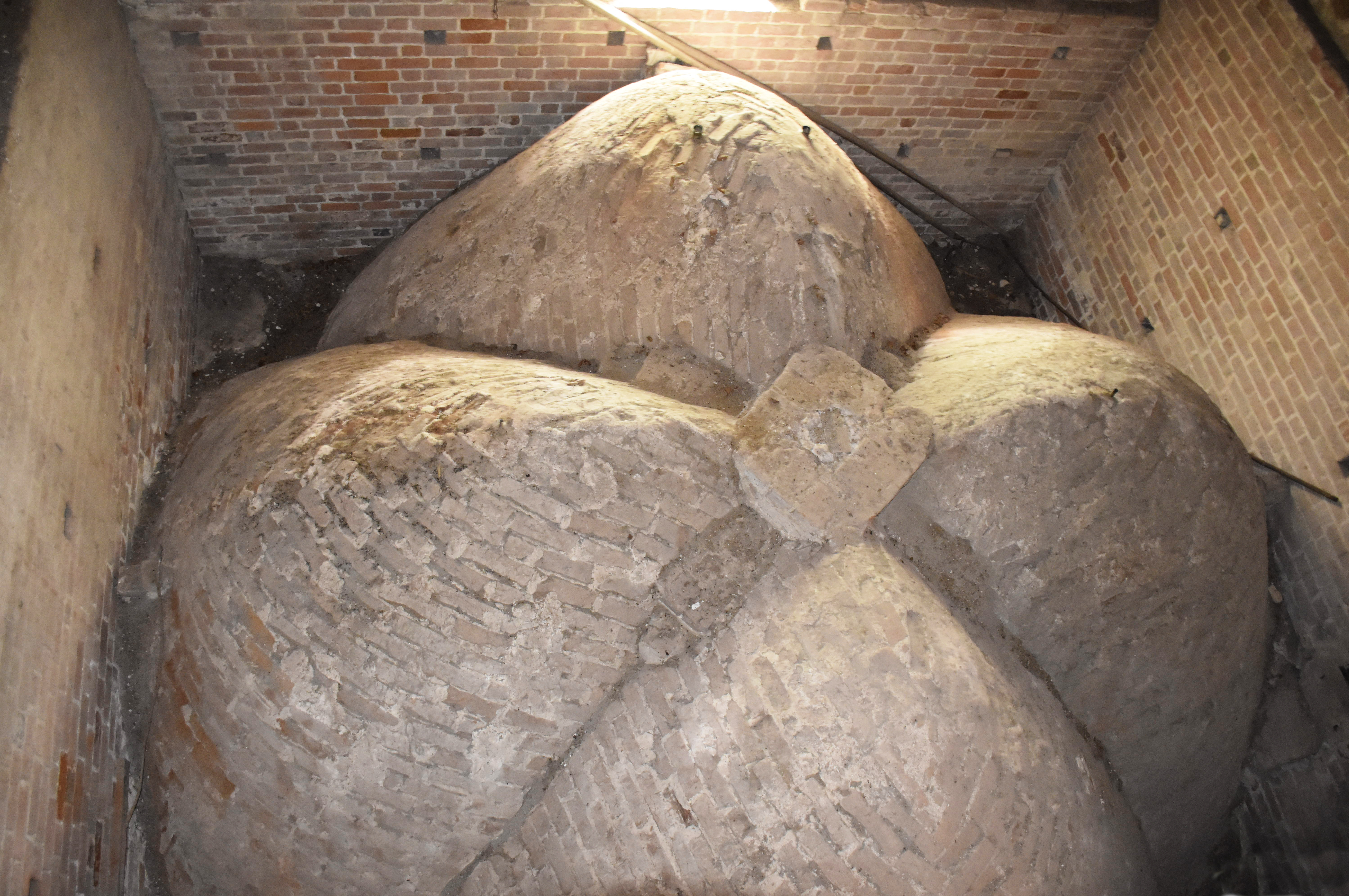
Kreuzgratgewölbe von oben
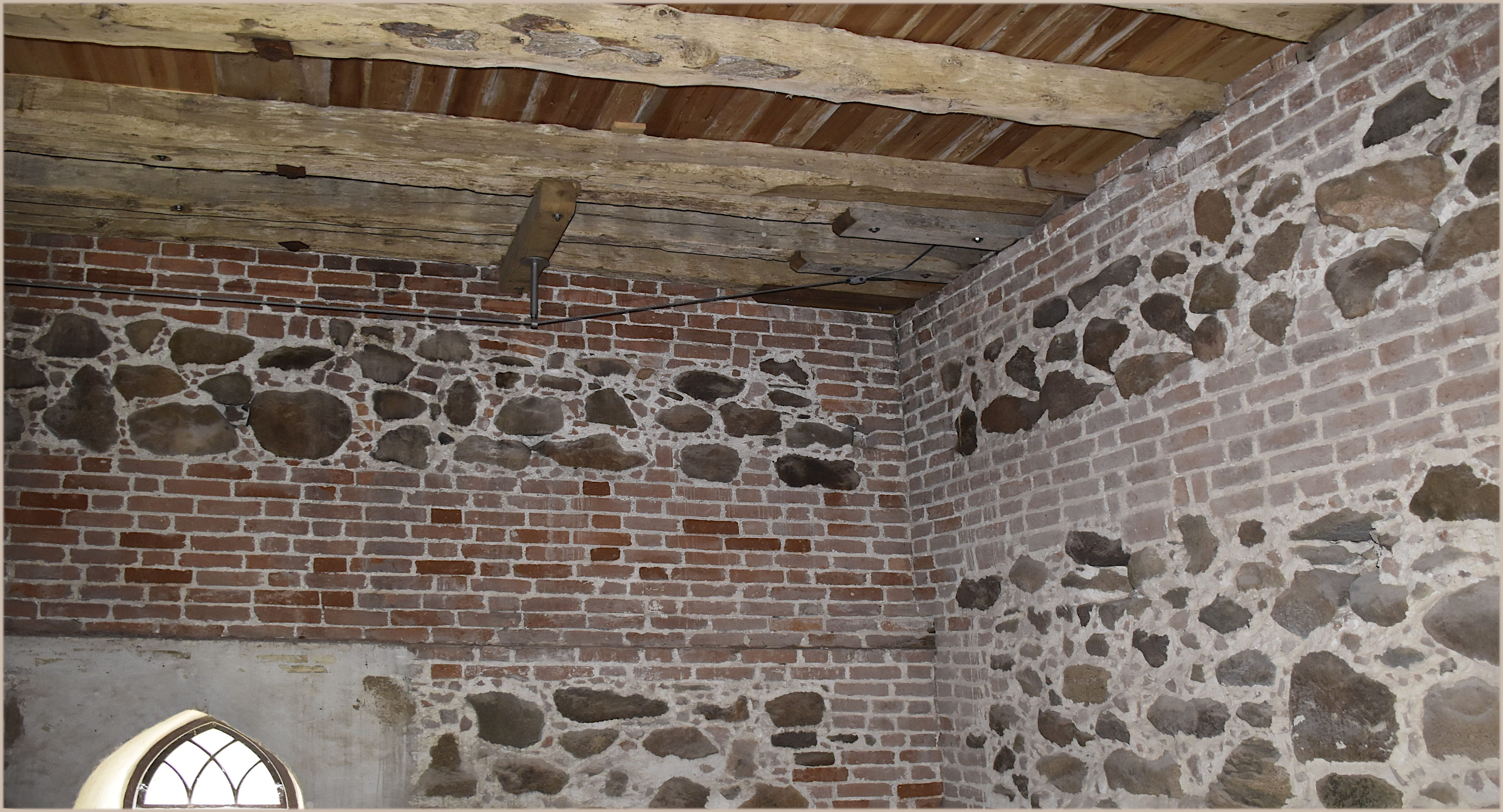
Mauer aus Bruchsteinen und Backsteinen in der Turmstube

Die Kirche besitzt zwei Glocken. Diese hängen in einem 1915 letztmals erneuerten Glockenstuhl.
Die ältere und kleinere der Glocken wurde 1691 von Ahasverus Koster van der Hart aus Kopenhagen gegossen. Sie trägt am Glockenhals die folgende Inschrift in Latein: „Assuerus Koster van der Hart me fecit Coppenhagen“. Über und unterhalb des Bandes sind breite Ränder mit floraler Ornamentik. Auf der Flanke der Glocke findet sich die Inschrift „Sofia Amalia Grefinde til Samsoe haver Anno 1691 ladet denne Klocke umstøbe“ (d. h. auf Deutsch: „Sophia Amalia Gräfin zu Samsø hat im Jahre 1691 diese Glocke umgießen lassen“).
Eine zweite, 1996 gegossene Glocke besitzt am Glockenhals einen Fries mit fortlaufender Ornamentik und darunter zwei Zeilen mit Inschriften. Im Balken über der Glocke ist die Jahrzahl 1859 eingeritzt.

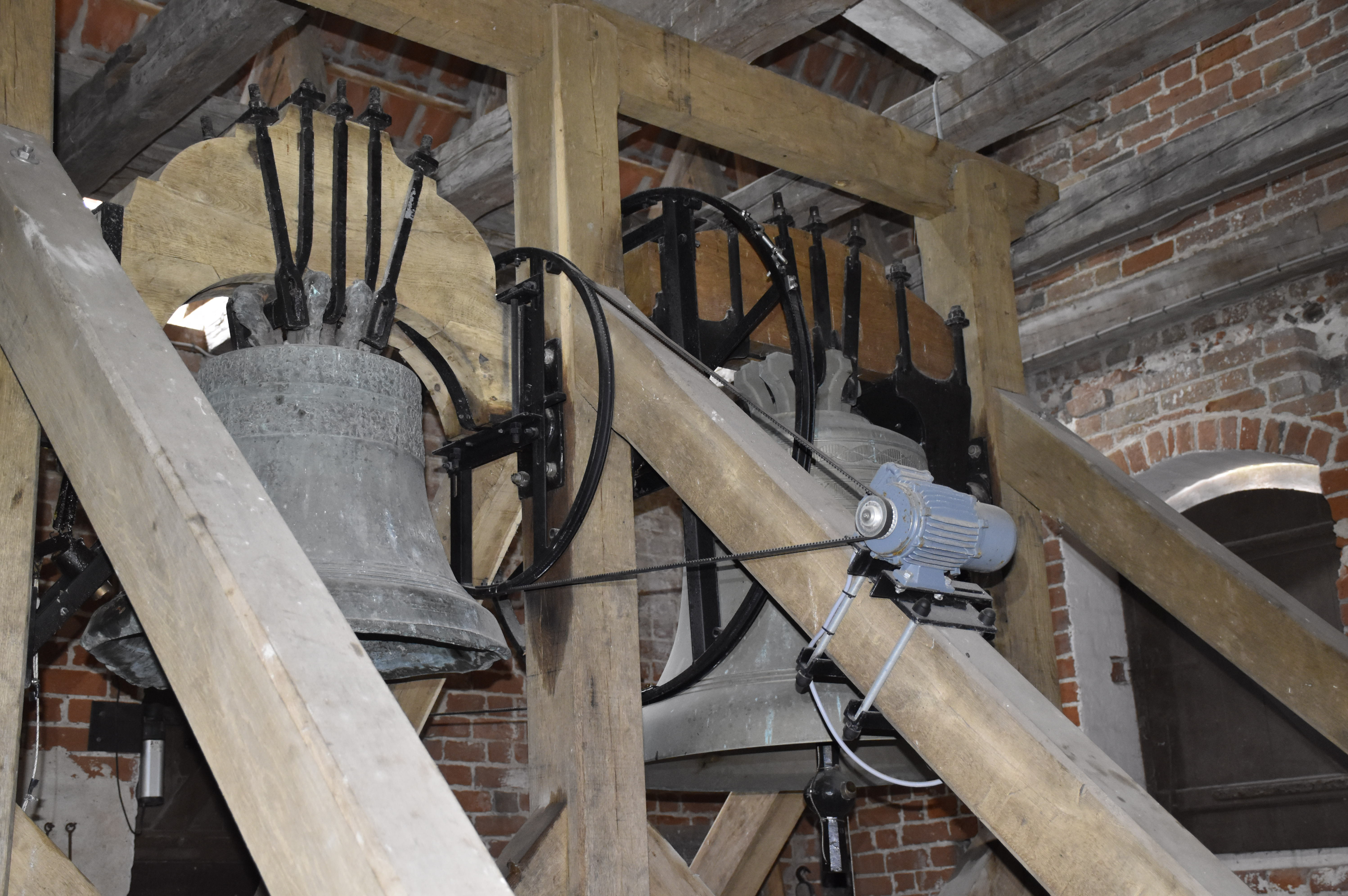
Glockenstuhl der beiden Kirchenglocken
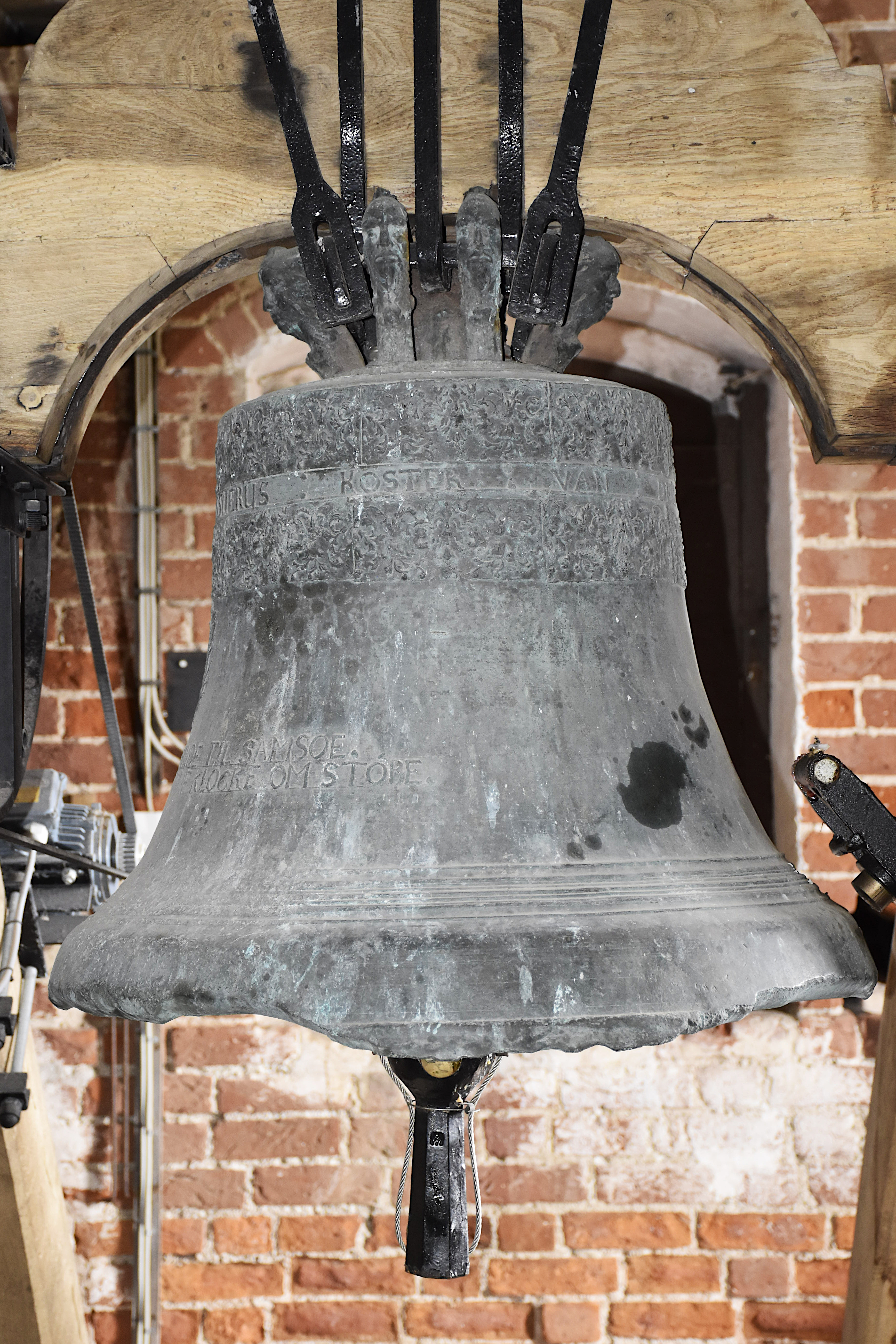
Alte Glocke von 1691
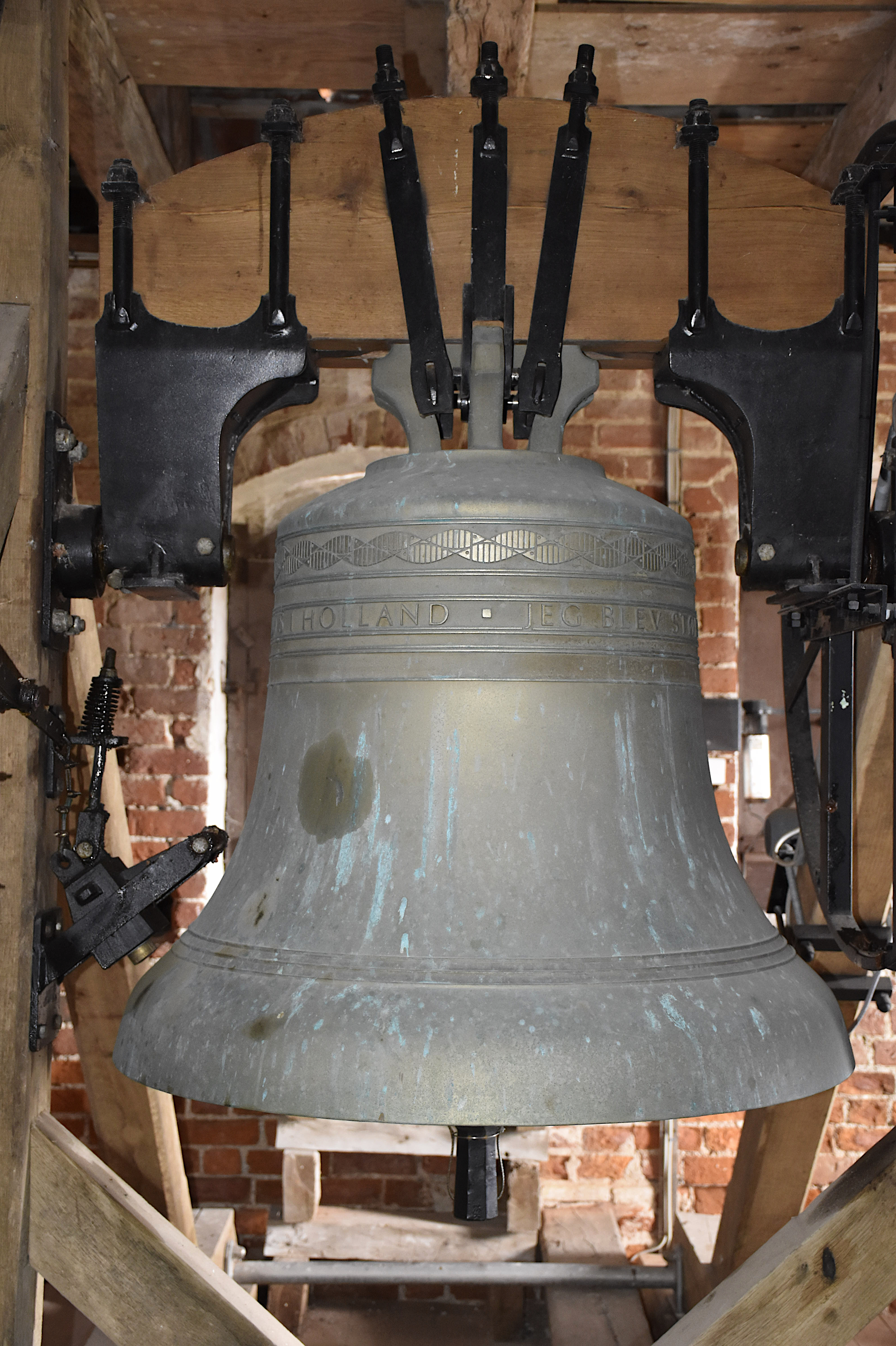
Neue Glocke von 1996

## Grabdenkmäler
In der Kirche befinden sich sechs steinerne Grabplatten und ein aus Eichenholz geschnitztes Epitaph (unten das rechte Bild). Dieses wurde für Hendrick Søfrensen († 15. April 1732) aus Haarmarck aufgestellt, und zwar laut der dänischen Inschrift von seiner Witwe Anna Olufs Datter, die mit dem Verstorbenen für 43 Jahre verheiratet war und sechs Kinder, vier Söhne und zwei Töchter, hatte.

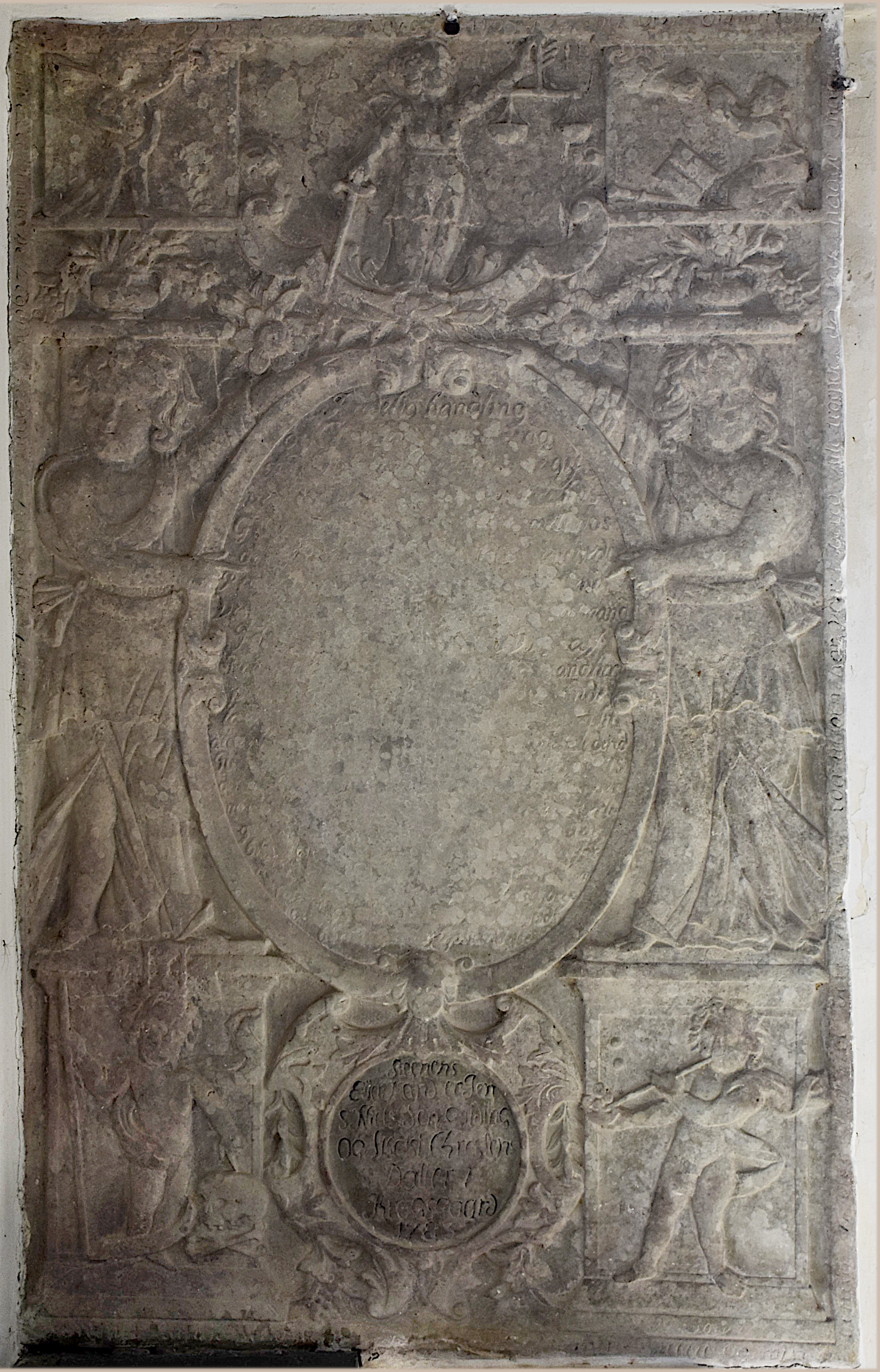
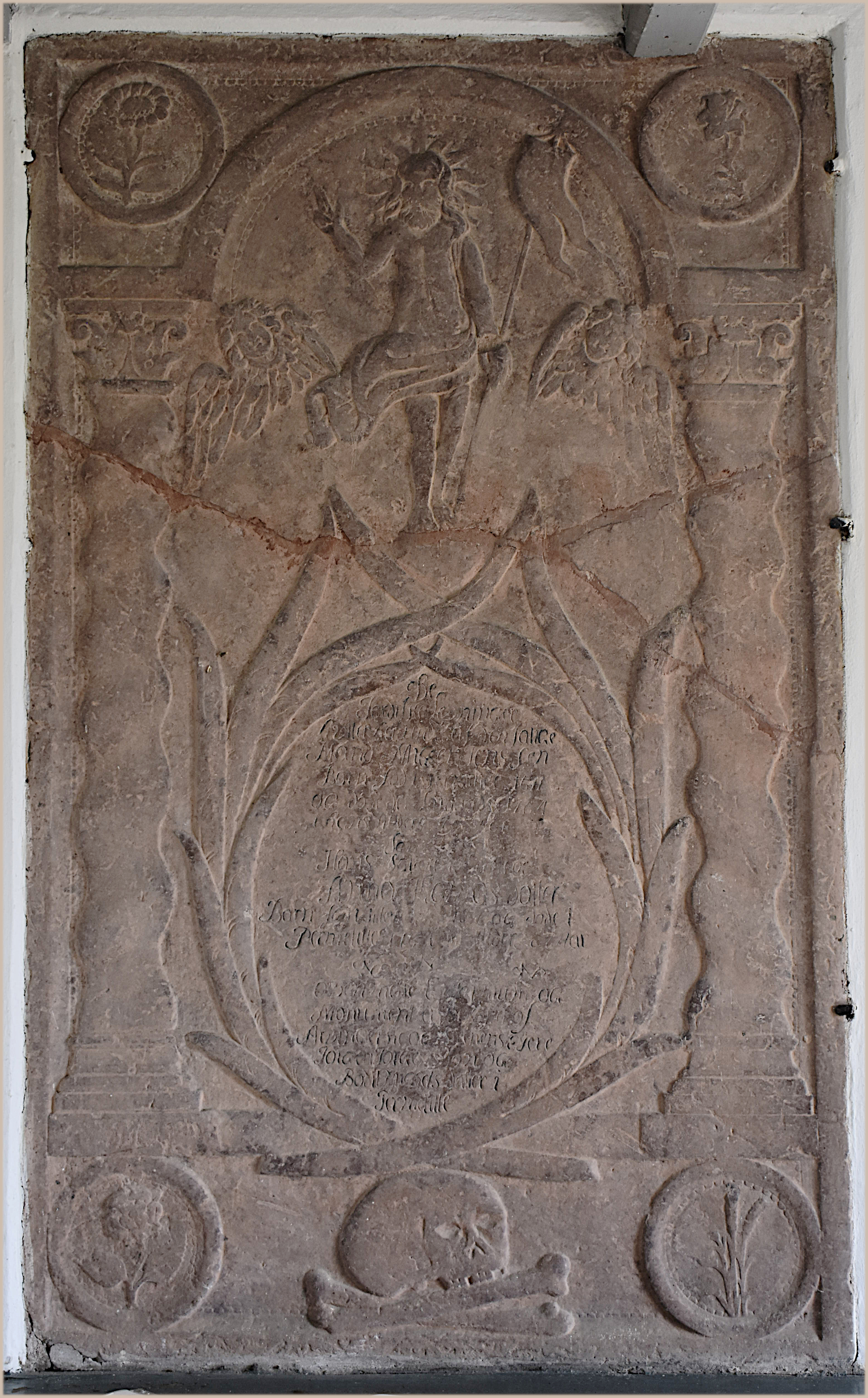
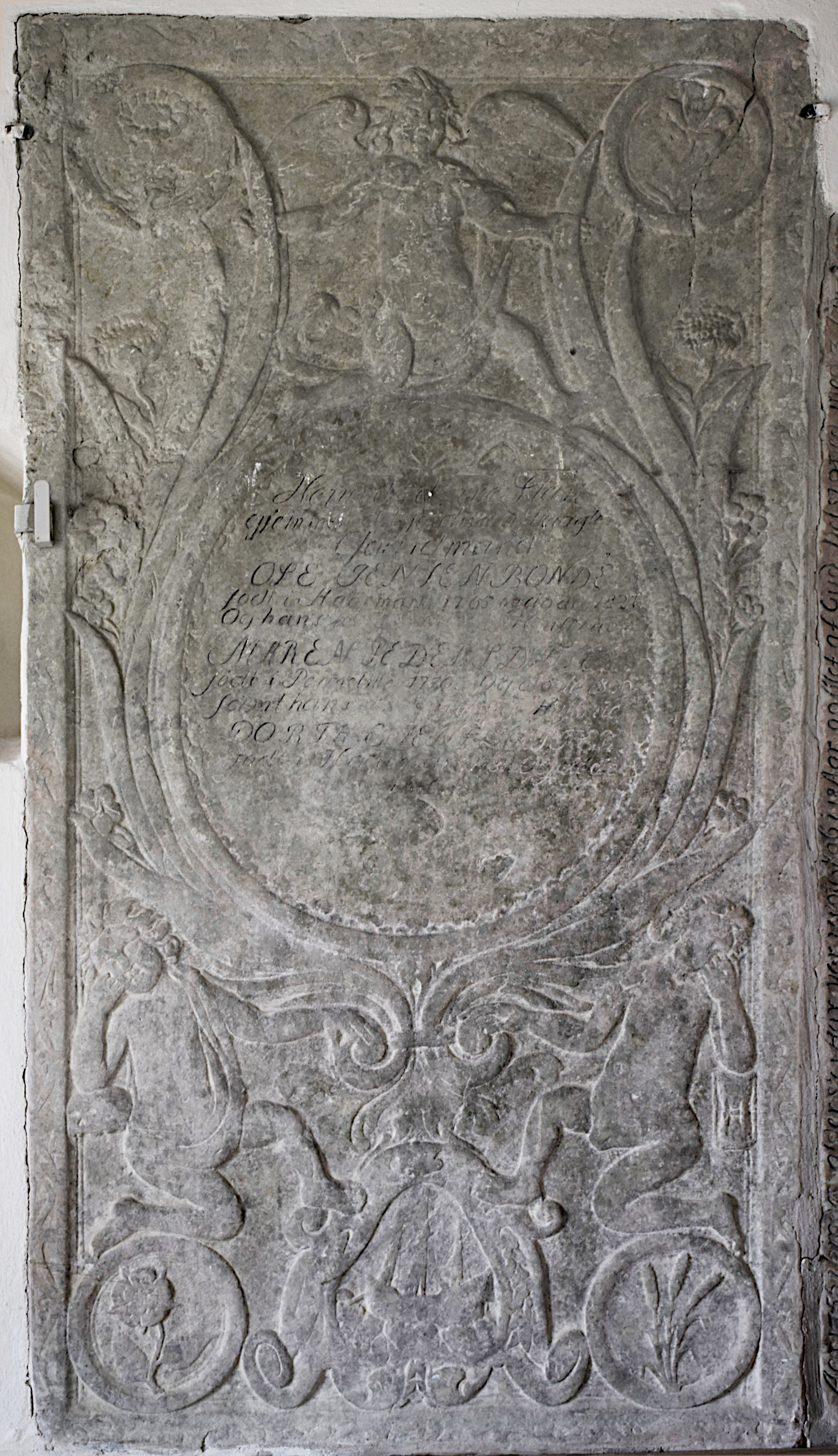
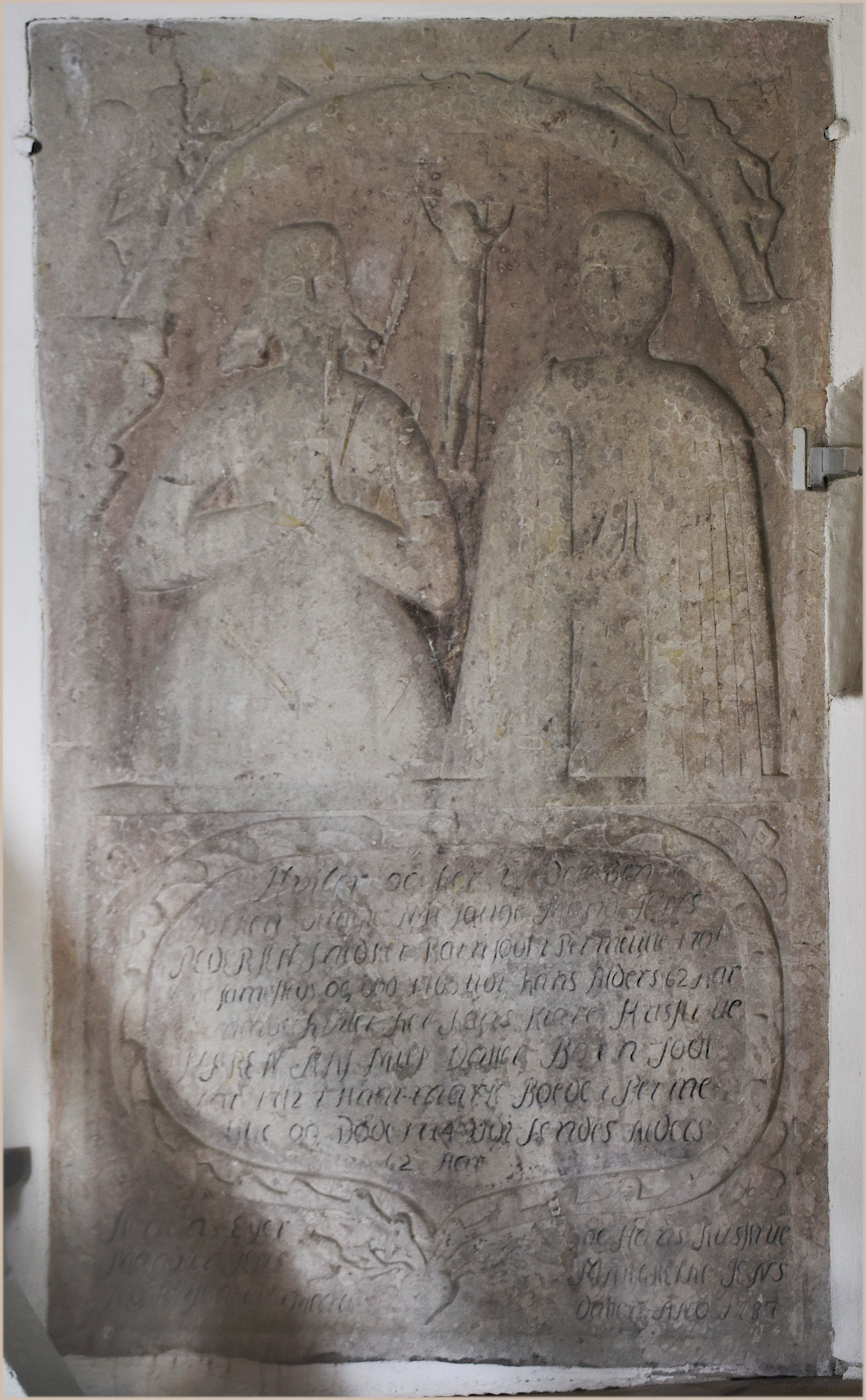
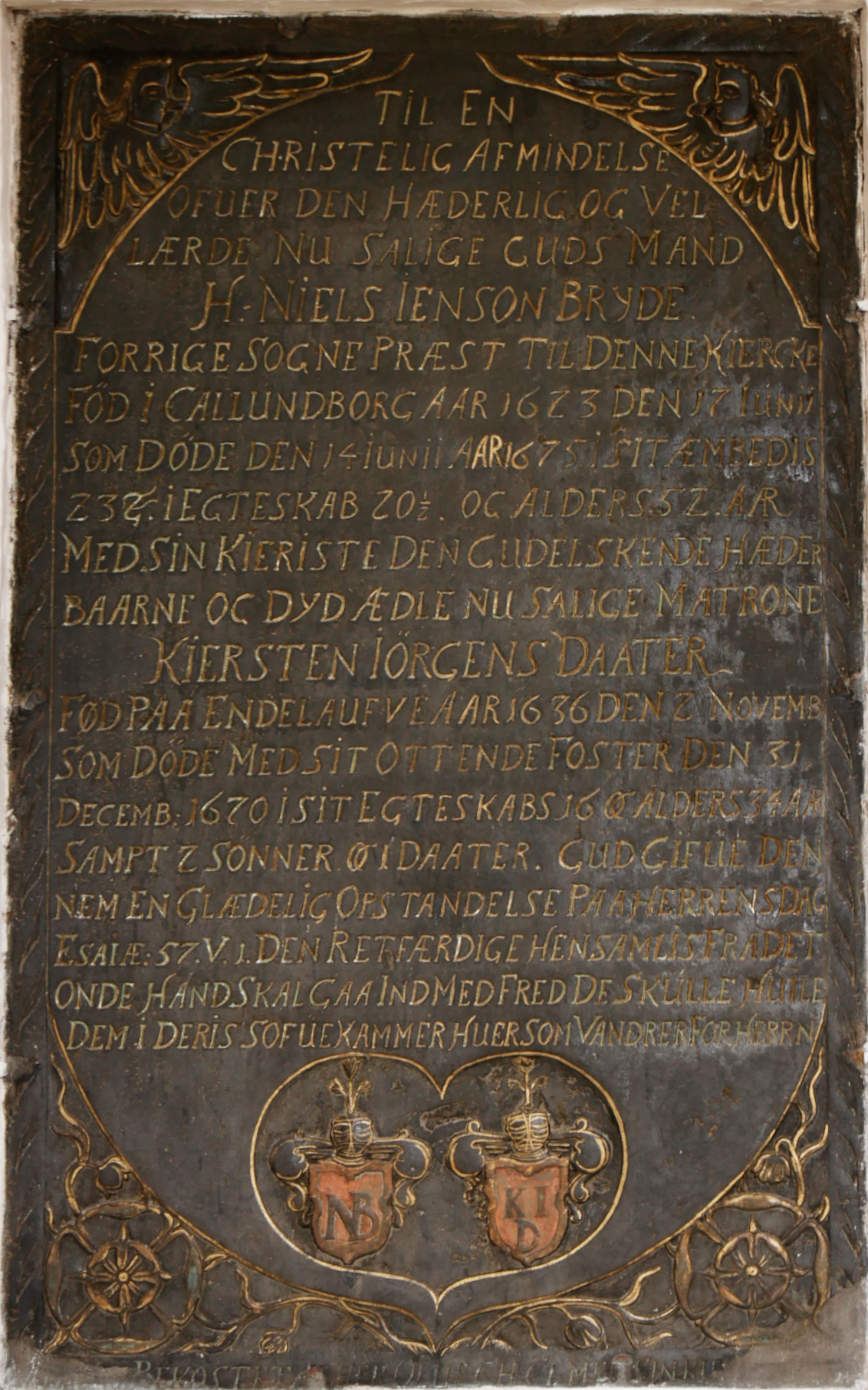
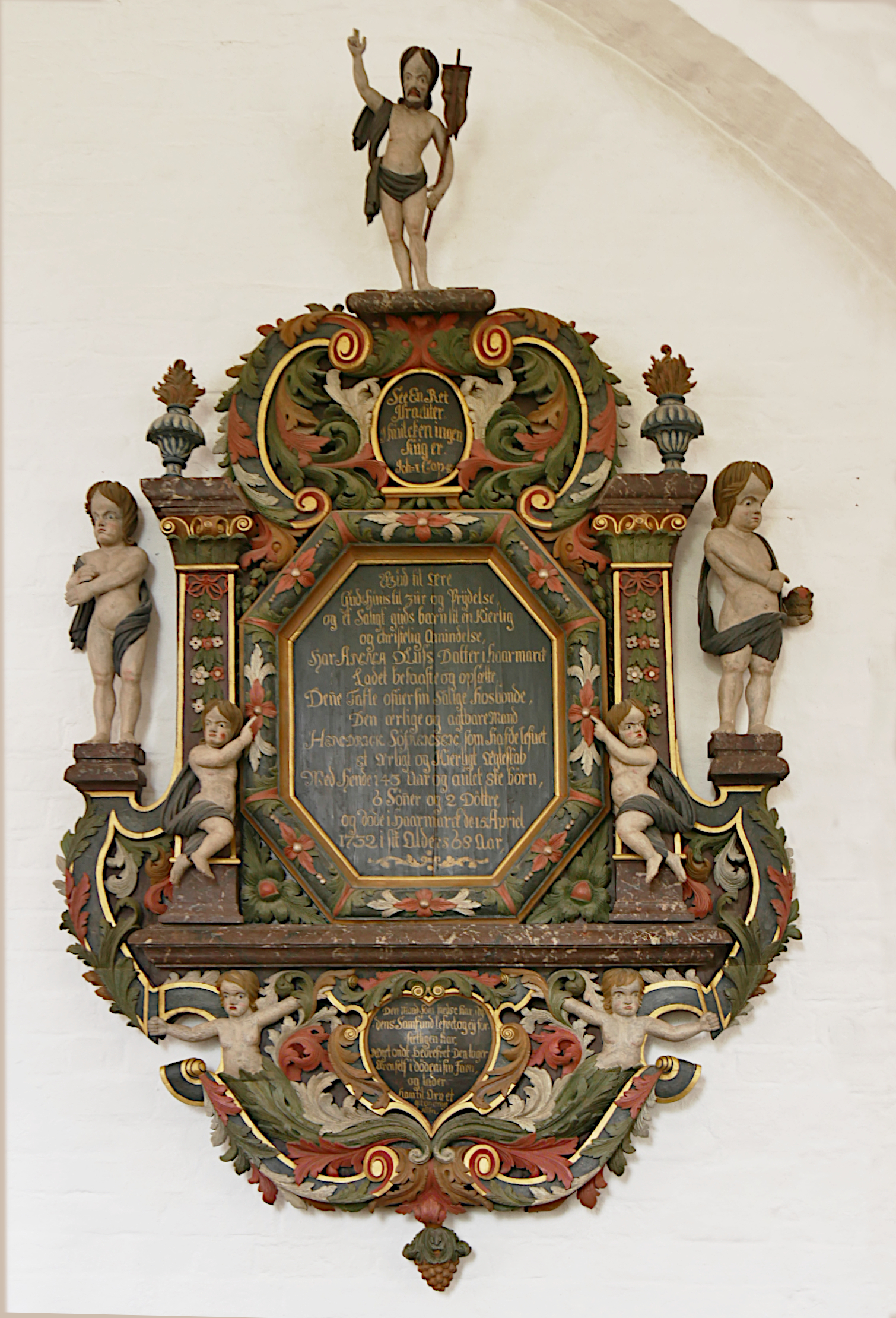

## Ausstattung
Das älteste Ausstattungsstück in der Kirche ist der romanische Taufstein aus dem 12. Jahrhundert. Außen oben am Becken befindet sich ein Fries, darunter sind vier mit Spiralen gefüllte Felder. Der kegelförmige Fuß endet nach oben mit einem starken Wulst. Heute steht er unter dem Triumphbogen auf einem quadratischen Sockel aus gebrannten Ziegeln.
Die Taufschale aus der Reformationszeit (um 1550) aus Messing zeigt in der Mitte eine Verkündigungsszene. Die Kirche besitzt noch drei weitere Taufschalen aus Zinn, Silber und Messing.
Der Altartisch aus Backsteinen stammt aus dem Jahr 1863 und ersetzte einen älteren Vorgänger. Der reich verzierte Altaraufsatz stammt aus der Zeit um 1620 und ist ein Gegenstück zum Altar der Kirche von Tranebjerg aus dem Jahr 1620. Der Altar wird von zwei Flügeln mit Früchten und Frauenköpfen eingerahmt. In der Mitte befindet sich das zentrale Bild des Letzten Abendmahls von Laurids Andersen Riber. Links und rechts davon jeweils eine Figur (links Moses und rechts Johannes der Täufer), die jeweils von je zwei korinthischen Säulen eingerahmt werden. Unten an den Säulen sind Putti, die inneren beiden haben Marterwerkzeuge in den Händen.
Die auch von Riber gemalten Gemälde darüber zeigen – sehr ungewöhnlich – Szenen aus der Offenbarung des Johannes. Sie werden eingerahmt von zwei Darstellungen der Tugenden, links die Darstellung der Hoffnung (mit dem Anker) und rechts die Darstellung des Glaubens (mit Kreuz und Buch).
Das linke Bild zeigt den Engel aus Offb 10 : In einer Donnerwolke ein Engel, der mit einem Fuß auf der Erde steht und mit dem anderen, flammenden Bein im Meer; dabei überreicht er Johannes ein Buch. Über dem gewölbten Himmel befinden sich zwei pausbäckige Köpfe, wahrscheinlich zwei Vertreter der vier Winde.
Das rechte Bild bezieht sich auf Offb 20  und zeigt, wie ein Engel Satan ergriffen hat und ihn für tausend Jahre bindet. Der Engel steht mit dem einen Bein auf der Schwelle des Tores zum Abgrund und mit dem anderen auf einem herausgerissenen Flügel Satans. Die rechte Hand hält den Schlüssel zum Abgrund, die linke die Kette, mit der Satan gebunden ist. Dieser kauert am rechten Bildrand und hinter ihm lodern die Flammen.
Das Motiv auf dem obersten Bild stammt aus Offb 1,12–20 : Johannes liegt mit verborgenem Gesicht unten auf dem Bauch. Über ihm steht zwischen sieben goldenen Leuchtern die Figur des Menschensohnes. Sieben Sterne sind auf der rechten Seite neben ihrer Hand und ein zweischneidiges Schwert kommt aus ihrem Mund. Die Christus symbolisierende Gestalt ist in ein fußlanges Gewand mit Gürtel gekleidet und Strahlen ebenso wie ein Heiligenschein umgeben ihr Gesicht.

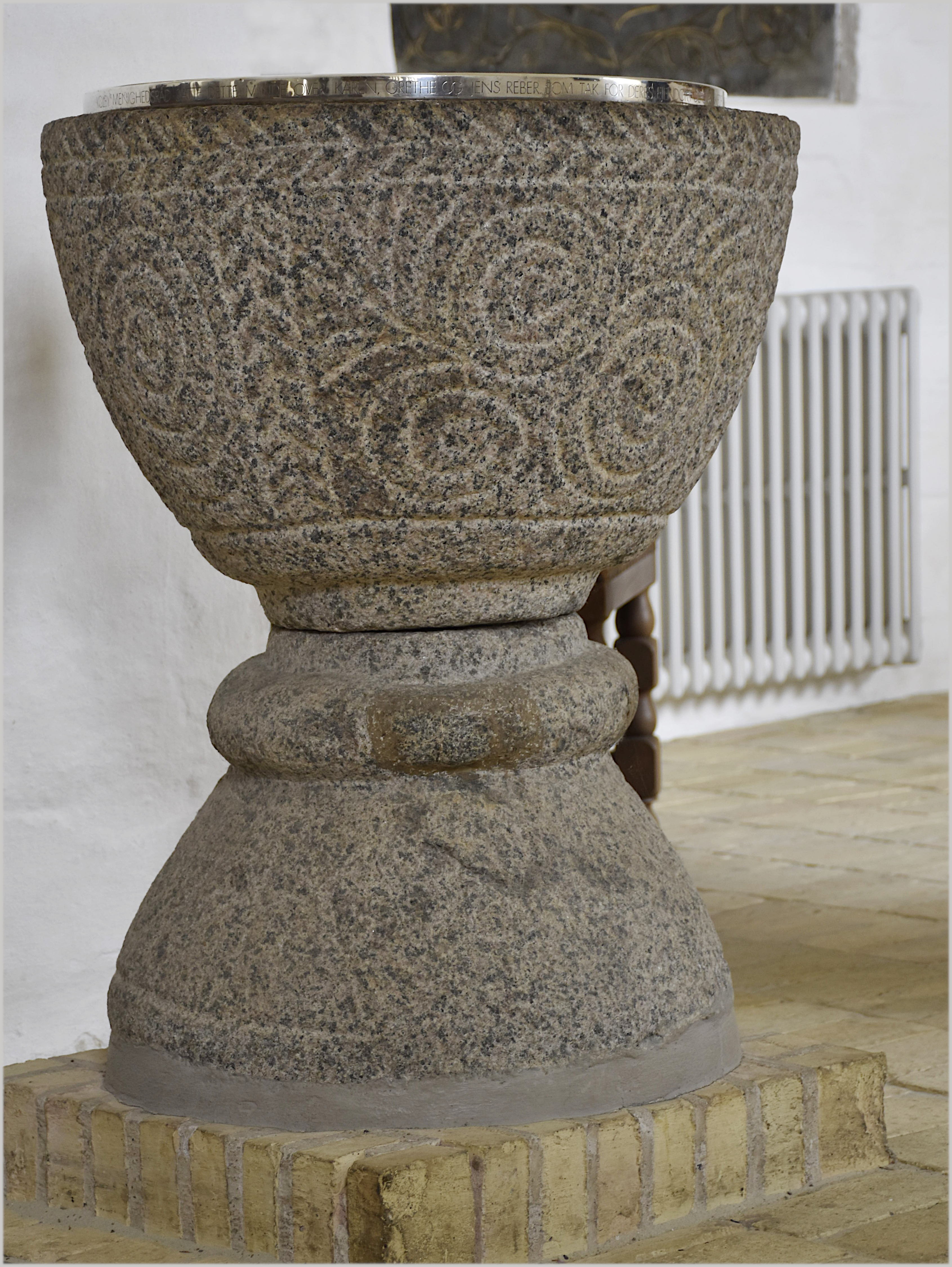
Taufstein
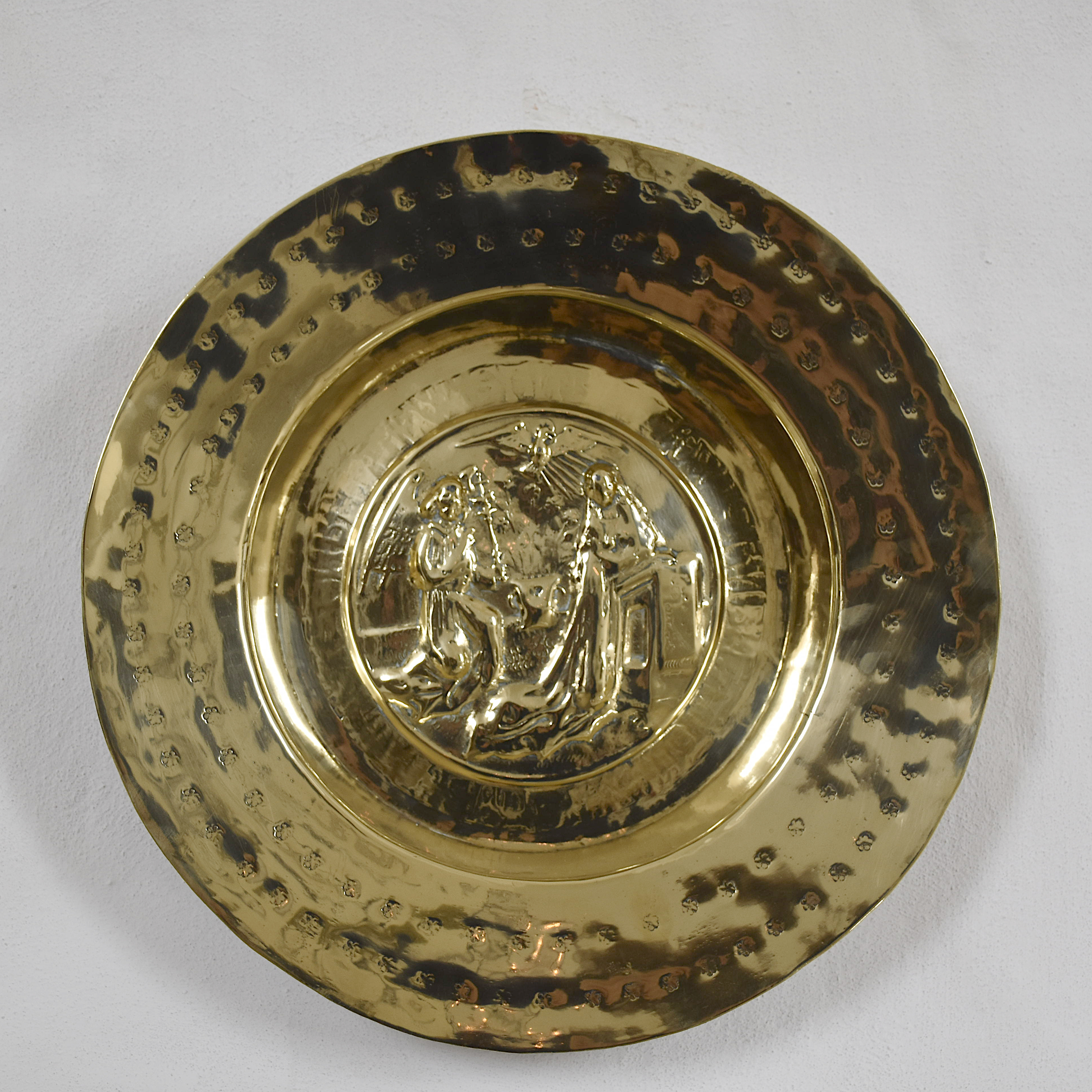
Taufschale
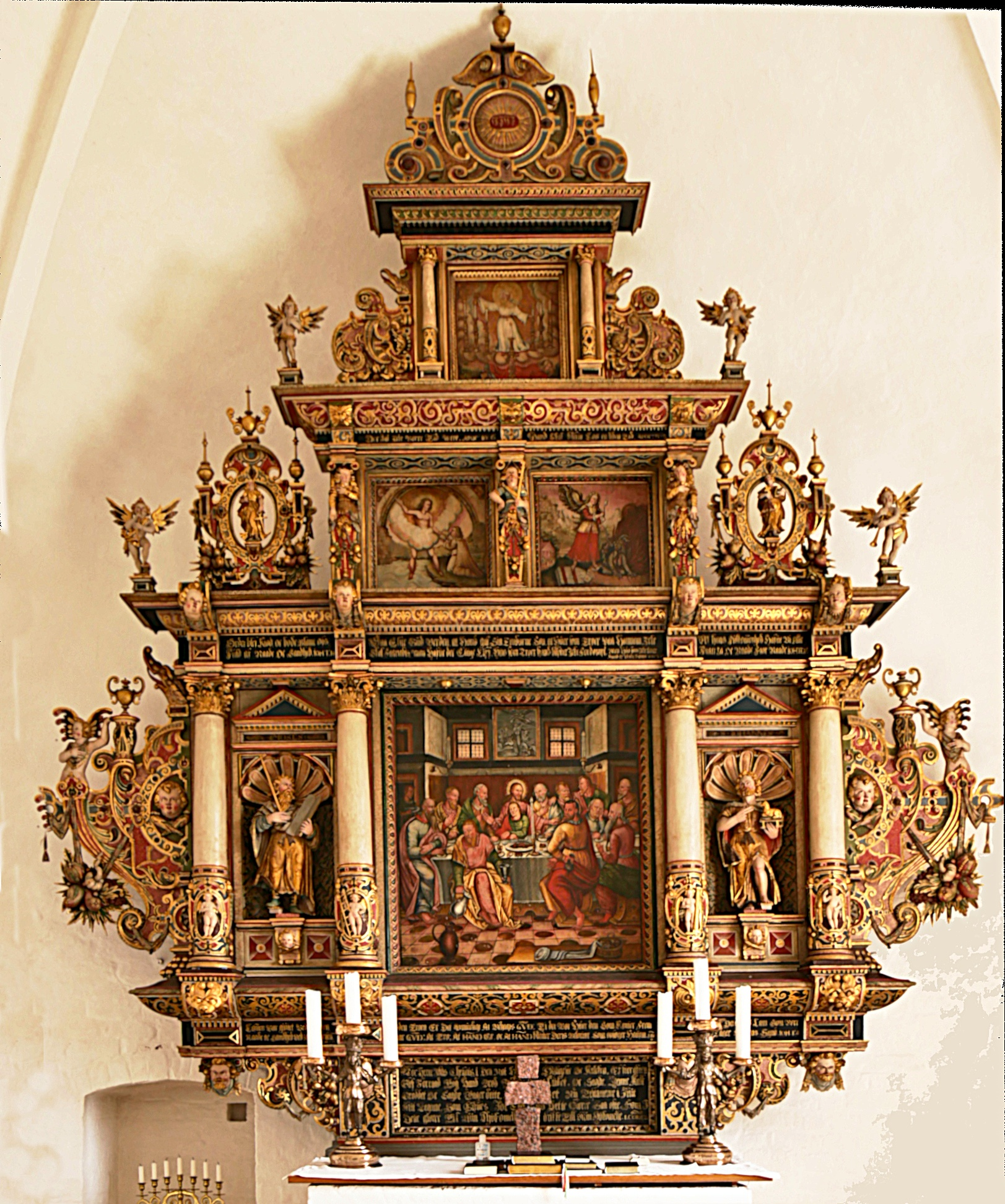
Altar
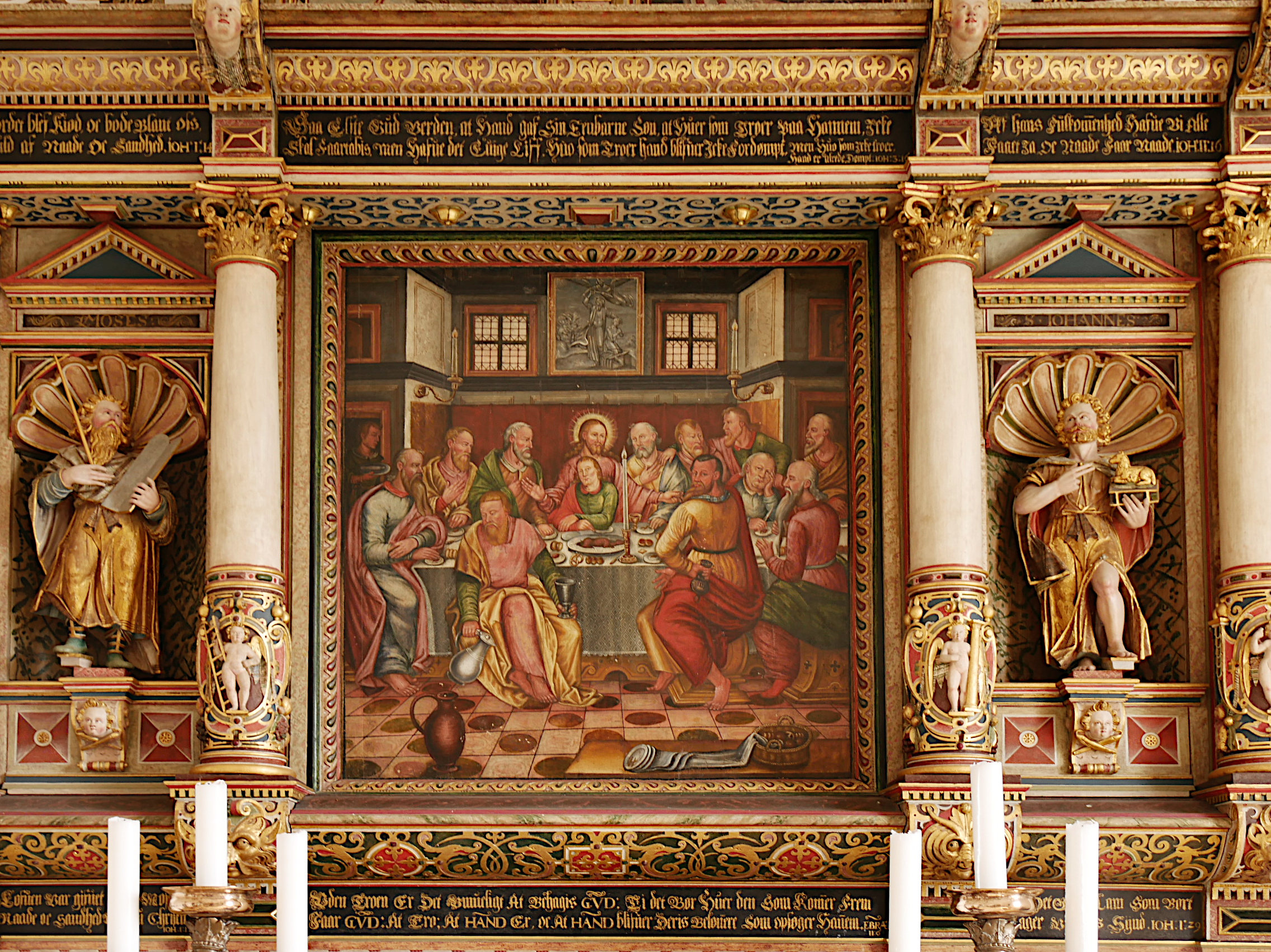
Altarbild Letztes Abendmahl
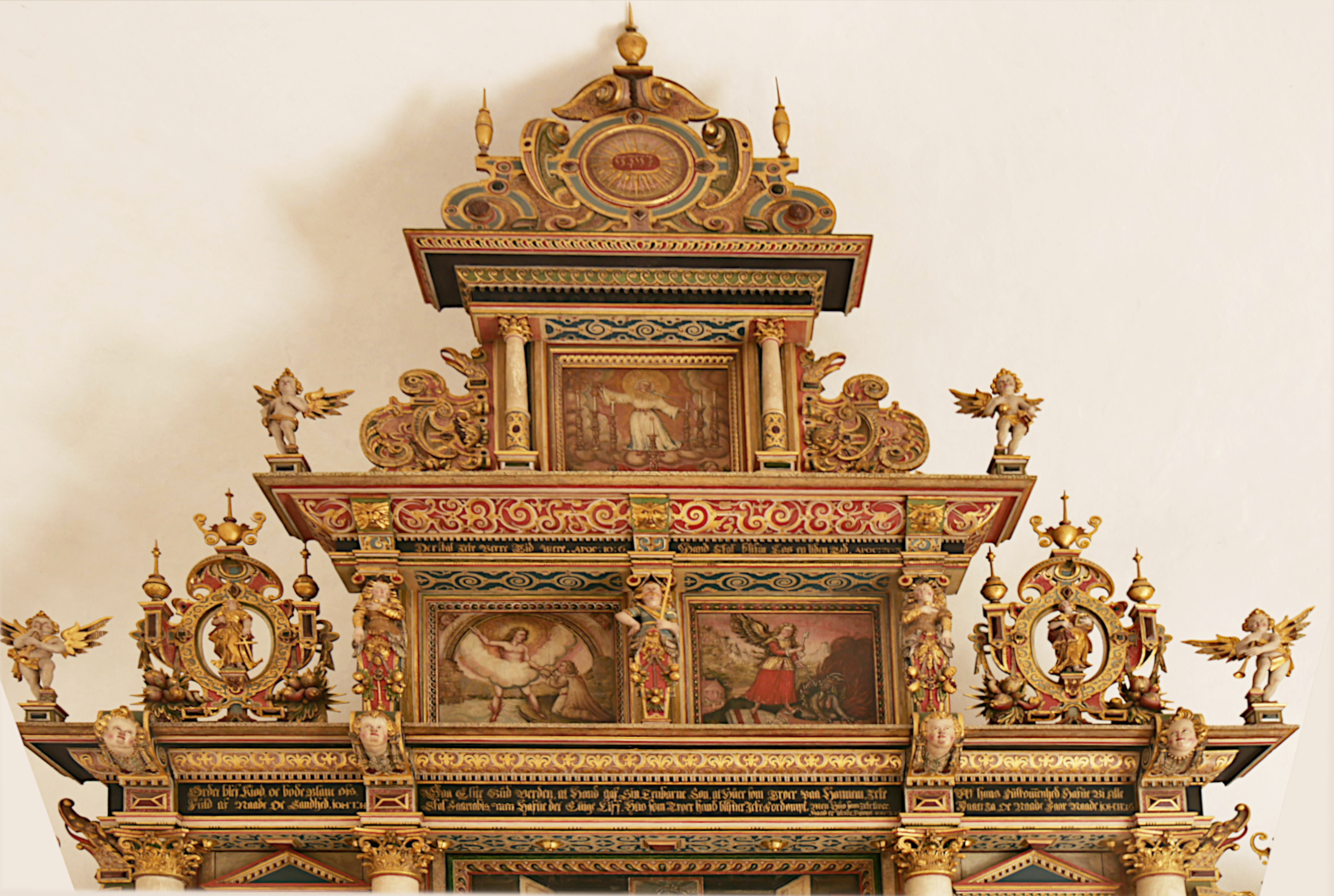
Altaraufsatz mit den Gemälden aus der Offenbarung des Johannes

Das spätgotische Chorbogenkruzifix wurde 1475 geschaffen. Eine 120 cm große Figur befindet sich an einem etwa 2 m hohen Kreuzstamm.
Die Kanzel ist zusammen mit ihrer Tür und Treppe ein Werk der Hochrenaissance. Sie ist größer als bei Dorfkirchen üblich und hat acht statt der üblichen fünf Joche. Die Schnitzereien in diesen Buchten zeigen die Evangelisten, die Kreuzigung, die Auferstehung sowie Petrus und Paulus, alle mit ihren Attributen. Die Kartuschen werden durch Darstellungen von Hermen, fünf Frauen und vier Männer, mit ionischen Kapitellen getrennt. Die Männer sind zum Teil als Adelige gekleidet.
Zudem befindet sich eine in die Wand eingelassene Kanzel in der Triumphmauer nördlich des Chorbogens. Sie stammt noch aus katholischer Zeit und wurde im Zusammenhang mit Restaurierung im Jahr 1965 wiederentdeckt.
Die olivgrün gefasste Küsterstuhl stammt vom Beginn des 16. Jahrhunderts und trägt das Wappen des Bischofs von Århus, Niels Clausen (Amtszeit 1490–1520).
Die Kirche besitzt zwei Schiffsmodelle: Das ältere Schiffsmodell im Kirchenschiff ist ein Dreimaster-Kriegsschiff, auf dem Schiff Profilköpfe und reich geschnitzte Ornamente. Die Frakturinschrift auf der Messingplatte unter dem Sockel lautet, ins Deutsche übersetzt: „Im Jahr 1722 [Fehler für 1720] wurde dieses Schiff gemacht und der Kolby Kirke geschenkt von Hans Jochumsen. Samsøe. Restauriert 1880, 1920, 1960. Skipper Mads Jacob Nielsen. Kolby Kaas.“
Das zweite Schiffsmodell aus dem Jahr 1926 hängt im Gurtbogen und ist eine dreimastige Fregatte mit doppeltem Kanonendeck und dem Namen Håbet (deutsch: „Die Hoffnung“).

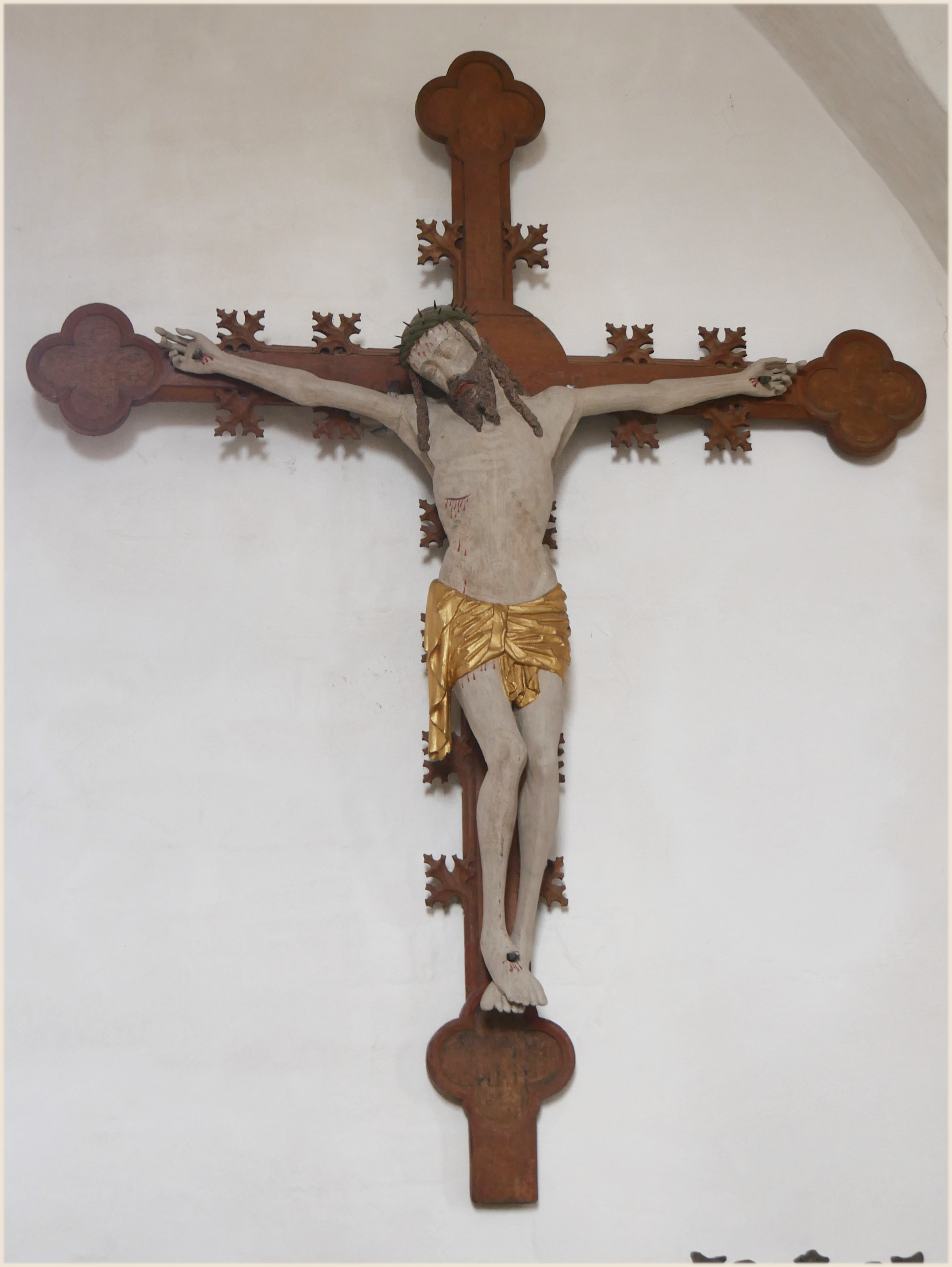
Chorbogenkruzifix
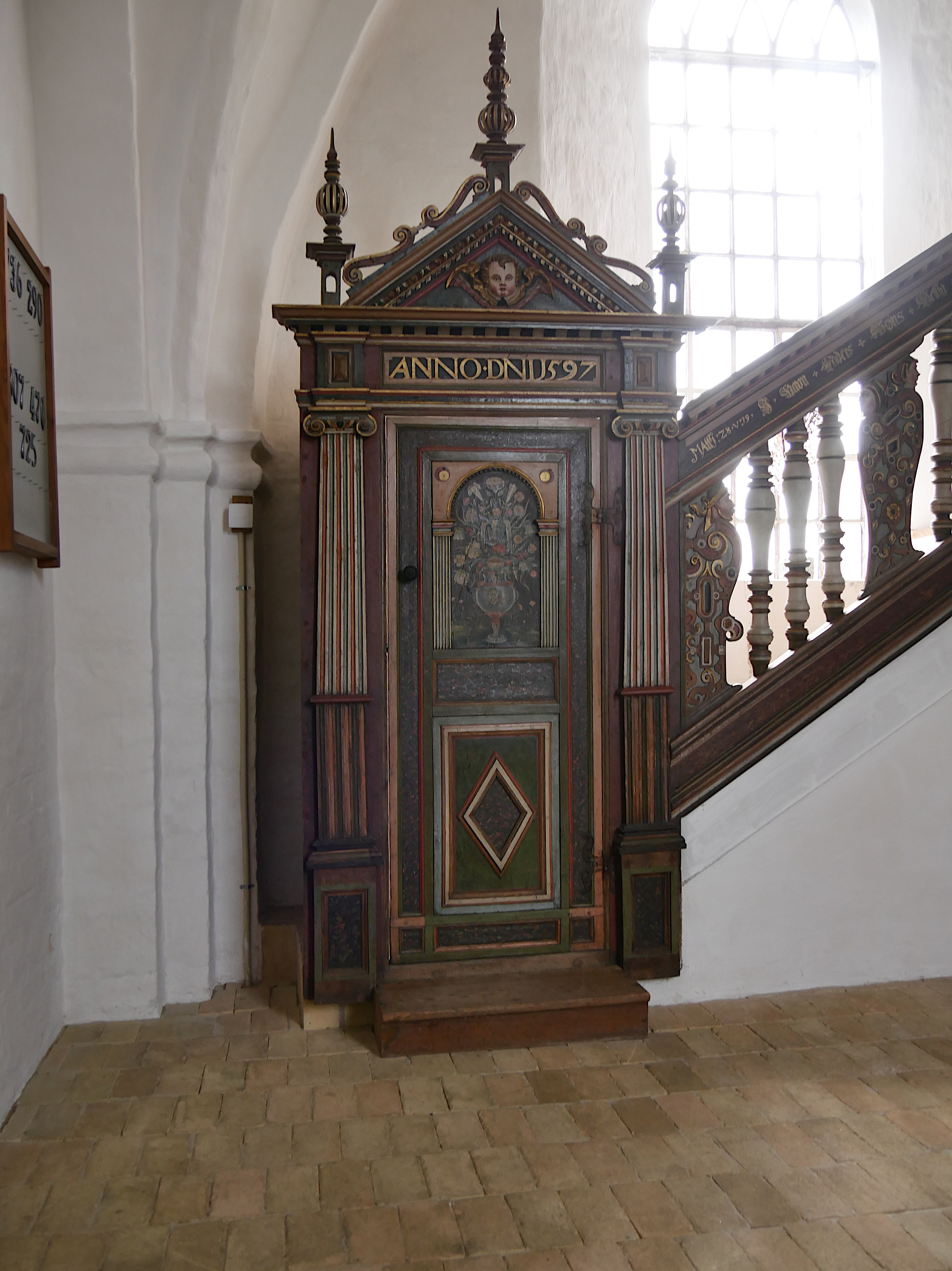
Tür zur Kanzel
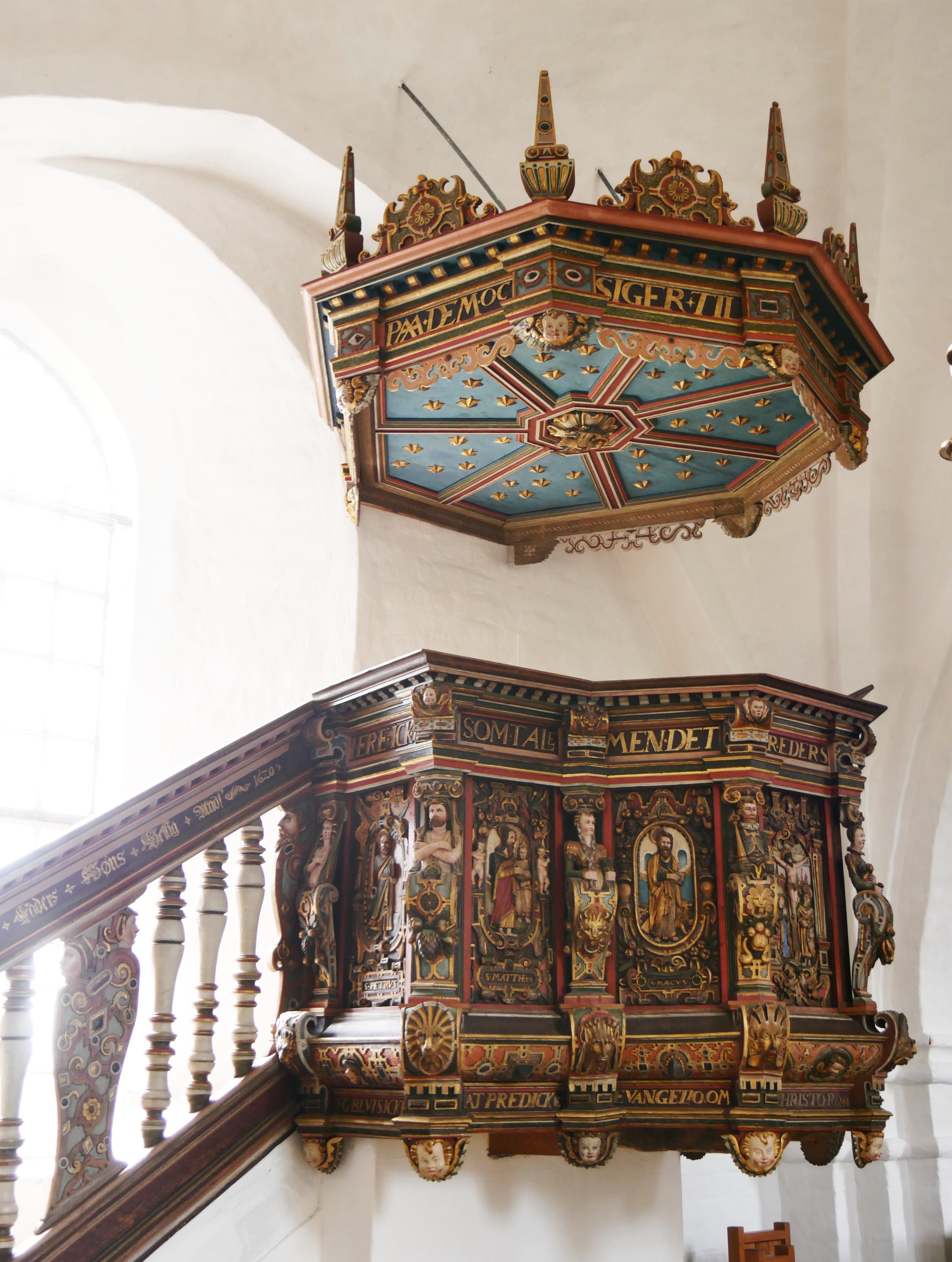
Kanzel
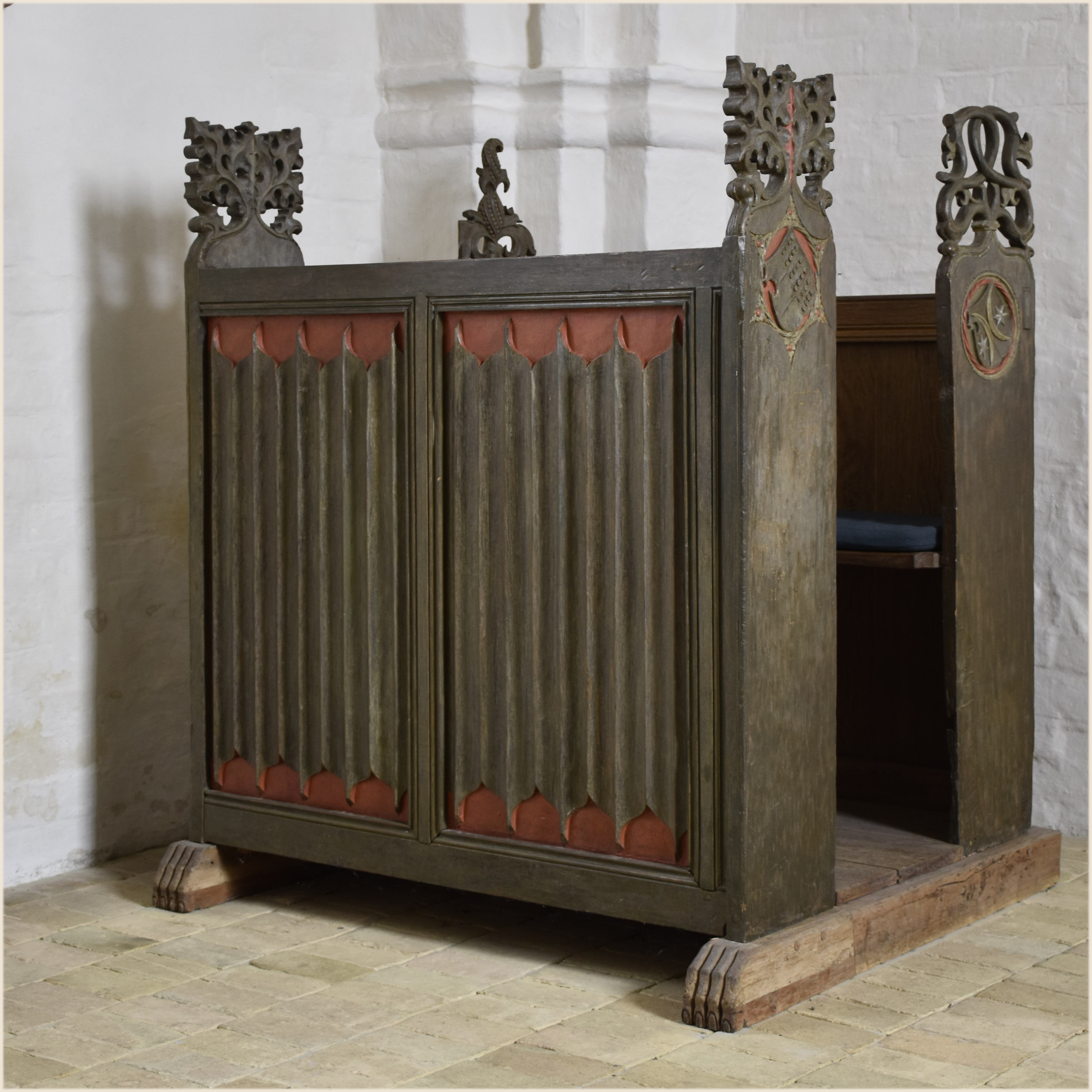
Küsterstuhl
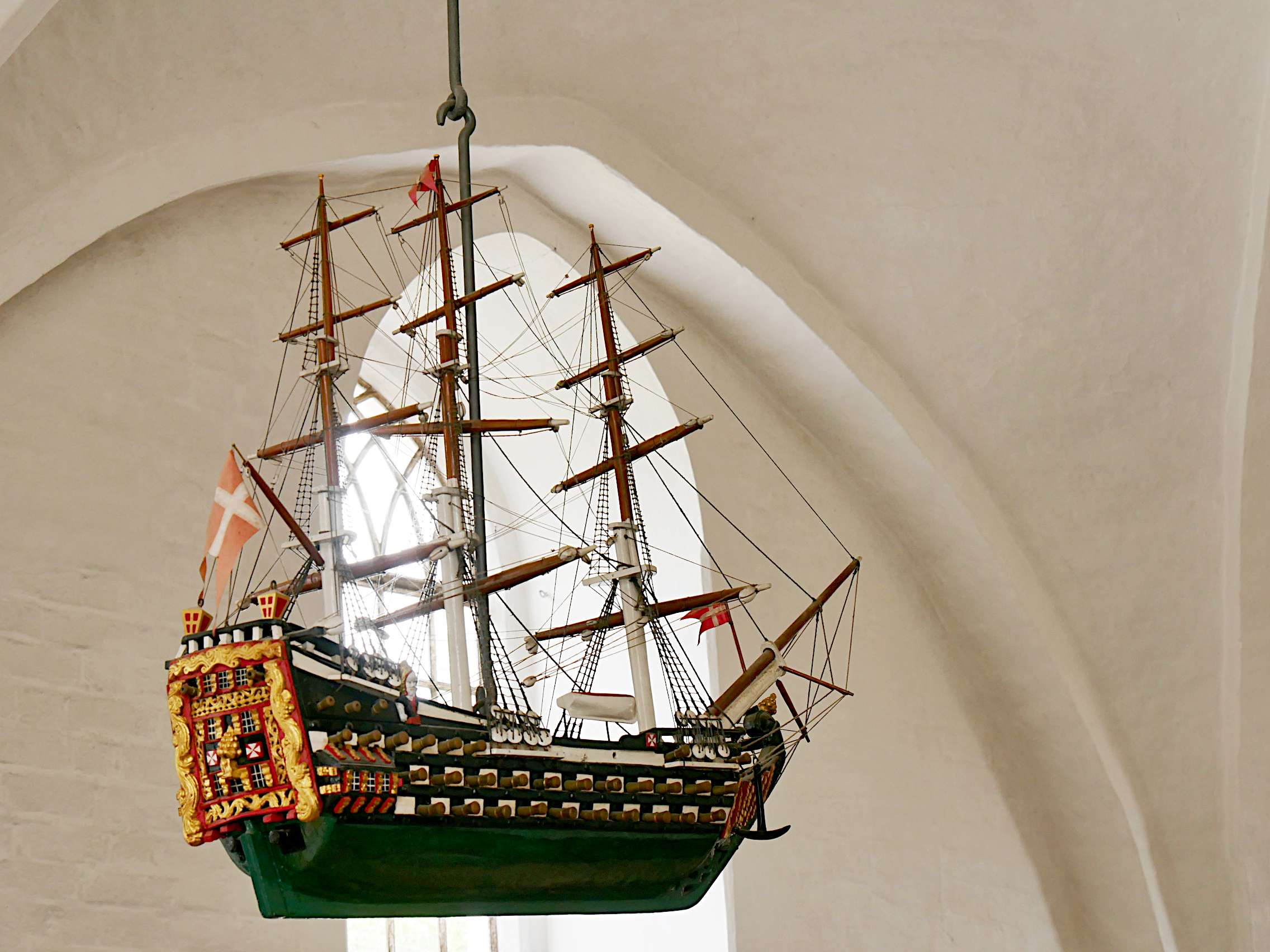
Schiffsmodell (1722)
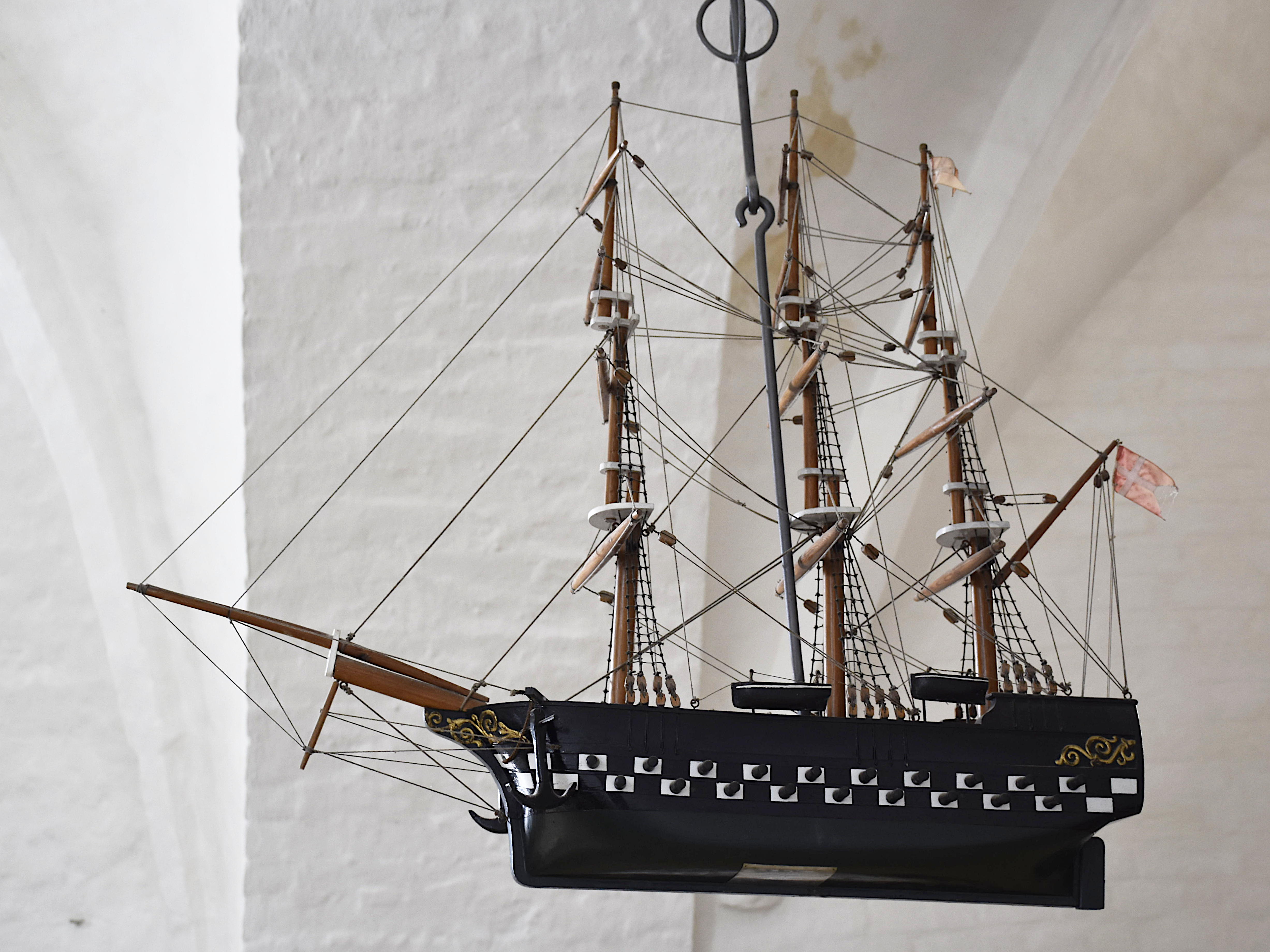
Schiffsmodell (1926)
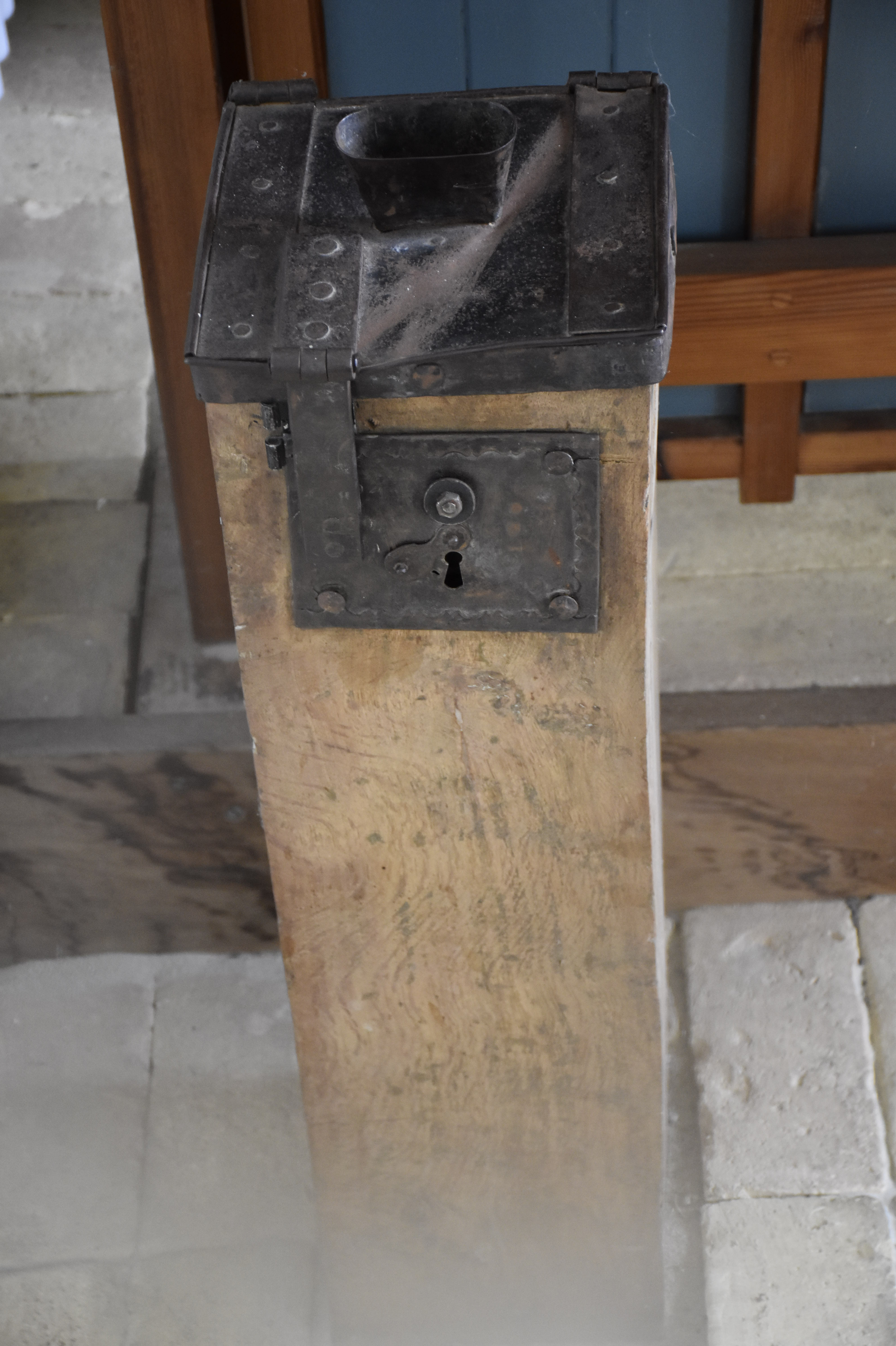
Opferstock

## Orgel

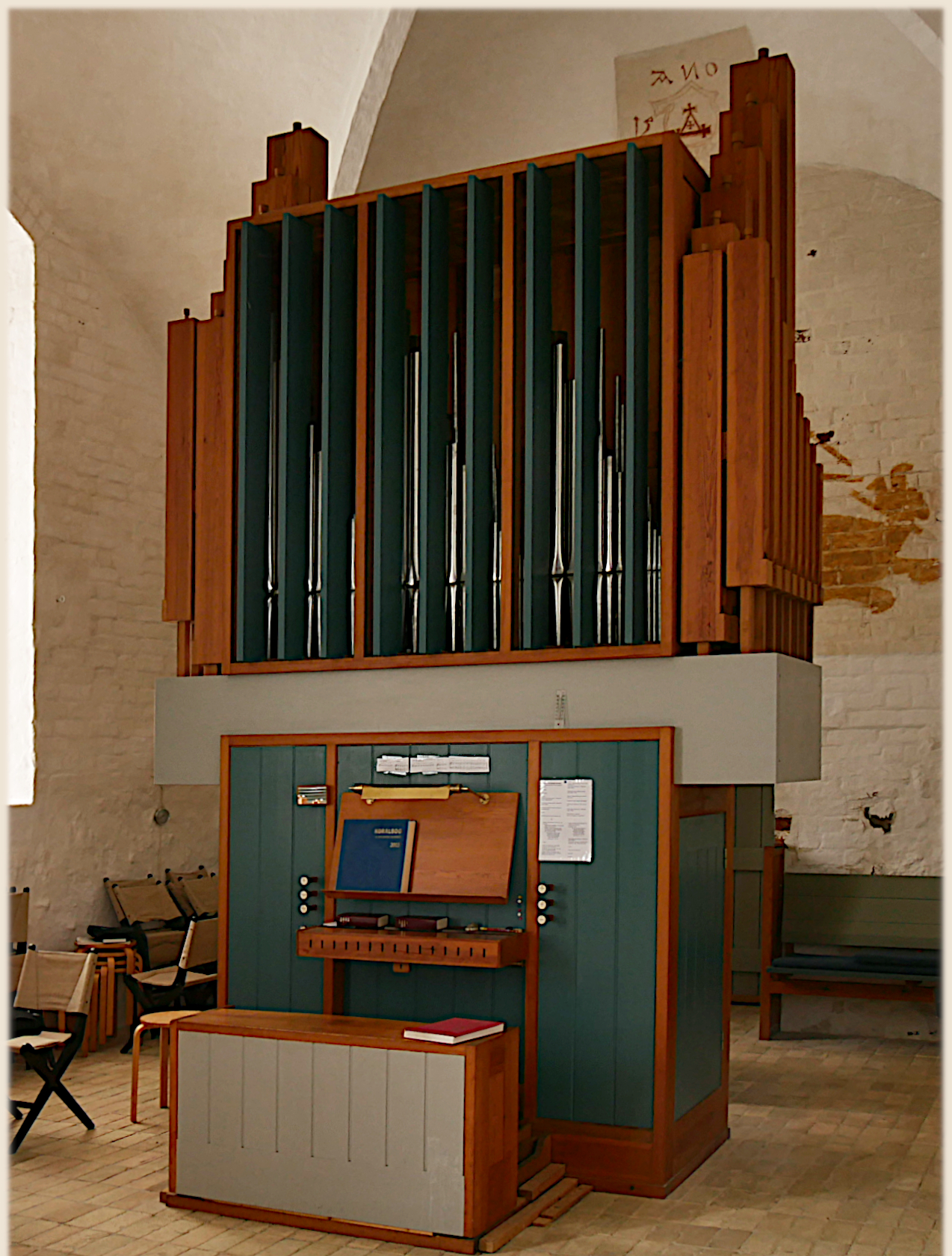
Frobenius-Orgel

1913 erhielt die Kirche ihre erste Orgel mit sechs Registern, pneumatischer Traktur, Oktavkoppel und Schwellwerk aus der Orgelbauwerkstatt Horsens. Die heutige, mechanische Orgel mit sieben Registern wurde 1965 von der Orgelbauwerkstatt Frobenius aus Lyngby erbaut. Der Orgelprospekt von Ebbe Lehn Petersen ist dreiteilig, wobei sich das Pfeifenwerk des Manuals in einem grün gefassten Schweller befindet. Die Holzpfeifen des Pedalregisters stehen links und rechts am Rande der Orgel. Die Disposition lautet:
| Manual C– |            |    |
| 1.        | Gedackt    | 8′ |
| 2.        | Spidsgamba | 8′ |
| 3.        | Principal  | 4′ |
| 4.        | Rørfløjte  | 4′ |
| 5.        | Octav      | 2′ |
| 6.        | Scharf     |    |

| Pedal C– |        |     |
| 7.       | Subbas | 16′ |